# Liste des planètes mineures non numérotées découvertes en mars 2014
Pour un article plus général, voir Liste des planètes mineures non numérotées découvertes en 2014.
Pour un article plus général, voir Liste des planètes mineures.
Cet article dresse la liste des planètes mineures (astéroïdes, centaures, objets transneptuniens et assimilés) non numérotées découvertes en mars 2014 dans l'ordre de leur découverte.
Au 15 janvier 2025, 661 077 des 1 434 993 planètes mineures répertoriées par le Centre des planètes mineures ne sont pas encore numérotées, soit 46,07 %.

## Rappel concernant la désignation provisoire
La désignation provisoire indique l'ordre de découverte de ces objets. En effet, cette désignation est composée de l'année de découverte (par exemple 2014) suivie de la quinzaine (demi-mois) de découverte (p.e. A = 1-15 janvier) puis de l'ordre de découverte dans cette quinzaine. Cet ordre est indiqué par une lettre et éventuellement un chiffre comme suit : A pour la première découverte, B pour la deuxième, ..., Z pour la 25e (le I n'est pas utilisé pour éviter la confusion avec 1), A1 pour la 26e, B1 pour la 27e, etc. , Z1 pour la 50e, A2 pour la 51e, B2 pour la 52e, etc. L'ordre de la numérotation ne suit donc pas l'ordre alphanumérique. 2014 AA1 suit ainsi 2014 AZ et précède 2014 AB1.

## Liste

### Du1erau 15 mars 2014
- 2014 EC
- 2014 EE
- 2014 EF
- 2014 EJ
- 2014 EL
- 2014 EM
- 2014 EO
- 2014 EP
- 2014 ES
- 2014 ET
- 2014 EU
- 2014 EX
- 2014 EA1
- 2014 EC1
- 2014 EN1
- 2014 EC2
- 2014 EH2
- 2014 EJ2
- 2014 EK2
- 2014 EL2
- 2014 EV2
- 2014 EX2
- 2014 EM3
- 2014 EQ3
- 2014 ES3
- 2014 EU3
- 2014 EV3
- 2014 EA4
- 2014 EB4
- 2014 EC4
- 2014 EE4
- 2014 EF4
- 2014 ED5
- 2014 EH5
- 2014 EP5
- 2014 EV5
- 2014 EX5
- 2014 EA6
- 2014 EE6
- 2014 EL6
- 2014 EU6
- 2014 EV7
- 2014 EY7
- 2014 EC8
- 2014 EE8
- 2014 EN8
- 2014 EO8
- 2014 EU8
- 2014 ED9
- 2014 EK9
- 2014 EM9
- 2014 ET9
- 2014 EW9
- 2014 EN10
- 2014 EV10
- 2014 EE11
- 2014 EH11
- 2014 EJ11
- 2014 EK11
- 2014 EB12
- 2014 EF12
- 2014 EL12
- 2014 EM12
- 2014 EN12
- 2014 EO12
- 2014 EP12
- 2014 EQ12
- 2014 EW12
- 2014 ET13
- 2014 EZ13
- 2014 EH14
- 2014 EJ14
- 2014 EK14
- 2014 EM14
- 2014 ET14
- 2014 EV14
- 2014 EP15
- 2014 EQ15
- 2014 EZ15
- 2014 EB16
- 2014 EG16
- 2014 EO16
- 2014 EP16
- 2014 EQ16
- 2014 ER16
- 2014 EU16
- 2014 EC17
- 2014 EZ17
- 2014 ED18
- 2014 EN18
- 2014 EO18
- 2014 EQ18
- 2014 ER18
- 2014 EU18
- 2014 EV18
- 2014 EZ19
- 2014 EP20
- 2014 ET20
- 2014 EY20
- 2014 EE21
- 2014 EG21
- 2014 EJ21
- 2014 EW21
- 2014 EB22
- 2014 EC22
- 2014 EK22
- 2014 EM22
- 2014 EB23
- 2014 EG23
- 2014 EK23
- 2014 ES23
- 2014 EV23
- 2014 EH24
- 2014 EJ24
- 2014 EN24
- 2014 EO24
- 2014 EQ24
- 2014 ER24
- 2014 ES24
- 2014 ET24
- 2014 EX24
- 2014 EY24
- 2014 EZ24
- 2014 EA25
- 2014 EB25
- 2014 EH25
- 2014 EK25
- 2014 EU25
- 2014 EE26
- 2014 EH26
- 2014 EO26
- 2014 EQ26
- 2014 ER26
- 2014 EZ26
- 2014 EA27
- 2014 EB27
- 2014 ED27
- 2014 EJ27
- 2014 EM27
- 2014 EO27
- 2014 EP27
- 2014 EC28
- 2014 EH28
- 2014 EF29
- 2014 EZ29
- 2014 EY30
- 2014 EU31
- 2014 EV31
- 2014 EY31
- 2014 EA32
- 2014 EC32
- 2014 EW32
- 2014 EK33
- 2014 EG34
- 2014 EQ34
- 2014 EX35
- 2014 EC36
- 2014 EK36
- 2014 EO36
- 2014 EP36
- 2014 ES36
- 2014 EW36
- 2014 EL37
- 2014 EM37
- 2014 ES37
- 2014 EA38
- 2014 EK38
- 2014 EL39
- 2014 EF40
- 2014 EH40
- 2014 ES40
- 2014 EY40
- 2014 EH41
- 2014 EY41
- 2014 ED42
- 2014 EH42
- 2014 EP42
- 2014 EA43
- 2014 EB43
- 2014 EK43
- 2014 EA44
- 2014 EE44
- 2014 EN44
- 2014 EQ44
- 2014 EY44
- 2014 EG45
- 2014 EH45
- 2014 EK45
- 2014 EL45
- 2014 EN45
- 2014 EU45
- 2014 EW45
- 2014 EN46
- 2014 EU46
- 2014 ES48
- 2014 EA49
- 2014 EB49
- 2014 EC49
- 2014 ED49
- 2014 EK49
- 2014 EM49
- 2014 EQ49
- 2014 ER49
- 2014 ED50
- 2014 EW50
- 2014 EC51
- 2014 ED52
- 2014 EE52
- 2014 EF52
- 2014 EP52
- 2014 EV52
- 2014 EX52
- 2014 EY52
- 2014 EA53
- 2014 EE53
- 2014 EF53
- 2014 EK53
- 2014 EN53
- 2014 EO53
- 2014 EP53
- 2014 EQ53
- 2014 EW53
- 2014 EX53
- 2014 EA54
- 2014 EE54
- 2014 EF54
- 2014 EH54
- 2014 EJ54
- 2014 EN54
- 2014 EO54
- 2014 EP54
- 2014 ER54
- 2014 EX54
- 2014 EZ54
- 2014 EC55
- 2014 EO55
- 2014 ET55
- 2014 EU55
- 2014 EW55
- 2014 EY55
- 2014 EZ55
- 2014 EB56
- 2014 ED56
- 2014 EE56
- 2014 EK56
- 2014 EM56
- 2014 EN56
- 2014 EO56
- 2014 EP56
- 2014 ER56
- 2014 EW56
- 2014 EZ56
- 2014 EH57
- 2014 EJ57
- 2014 EL57
- 2014 EN57
- 2014 EO57
- 2014 ER57
- 2014 ES57
- 2014 EU57
- 2014 EZ57
- 2014 EB58
- 2014 EC58
- 2014 EE58
- 2014 EF58
- 2014 EG58
- 2014 EL58
- 2014 EO58
- 2014 EP58
- 2014 EU58
- 2014 EV58
- 2014 EW58
- 2014 EB59
- 2014 EC59
- 2014 ED59
- 2014 EF59
- 2014 EG59
- 2014 EH59
- 2014 EJ59
- 2014 EO59
- 2014 EU59
- 2014 EV59
- 2014 EW59
- 2014 EX59
- 2014 EC60
- 2014 EE60
- 2014 EG60
- 2014 EN60
- 2014 EO60
- 2014 ER60
- 2014 ED61
- 2014 EM61
- 2014 EP61
- 2014 EQ61
- 2014 ER61
- 2014 ES61
- 2014 ET61
- 2014 EV61
- 2014 EX61
- 2014 EB62
- 2014 EE62
- 2014 EF62
- 2014 EJ62
- 2014 EL62
- 2014 EO62
- 2014 EP62
- 2014 ER62
- 2014 ET62
- 2014 EU62
- 2014 EW62
- 2014 EX62
- 2014 EC63
- 2014 ED63
- 2014 EF63
- 2014 EK63
- 2014 EL63
- 2014 EQ63
- 2014 EU63
- 2014 EY63
- 2014 EA64
- 2014 EB64
- 2014 EC64
- 2014 EE64
- 2014 EF64
- 2014 EH64
- 2014 EJ64
- 2014 EM64
- 2014 ER64
- 2014 EX64
- 2014 EZ64
- 2014 EC65
- 2014 EF65
- 2014 EH65
- 2014 EK65
- 2014 EM65
- 2014 EO65
- 2014 ER65
- 2014 EU65
- 2014 EW65
- 2014 EY65
- 2014 EZ65
- 2014 EE66
- 2014 EN66
- 2014 ES66
- 2014 EW66
- 2014 EX66
- 2014 EY66
- 2014 EC67
- 2014 EF67
- 2014 EH67
- 2014 EJ67
- 2014 EK67
- 2014 EL67
- 2014 EM67
- 2014 EP67
- 2014 ES67
- 2014 EU67
- 2014 EW67
- 2014 EZ67
- 2014 EA68
- 2014 EB68
- 2014 ED68
- 2014 EH68
- 2014 EJ68
- 2014 EK68
- 2014 EN68
- 2014 EO68
- 2014 EP68
- 2014 EQ68
- 2014 EV68
- 2014 EX68
- 2014 EY68
- 2014 EA69
- 2014 ED69
- 2014 EE69
- 2014 EF69
- 2014 EJ69
- 2014 EK69
- 2014 EL69
- 2014 EO69
- 2014 EP69
- 2014 ER69
- 2014 ET69
- 2014 EY69
- 2014 EC70
- 2014 ED70
- 2014 EE70
- 2014 EF70
- 2014 EJ70
- 2014 EK70
- 2014 EM70
- 2014 EO70
- 2014 ER70
- 2014 ES70
- 2014 EU70
- 2014 EX70
- 2014 EB71
- 2014 ED71
- 2014 EH71
- 2014 EL71
- 2014 EM71
- 2014 EN71
- 2014 EQ71
- 2014 ER71
- 2014 EU71
- 2014 EX71
- 2014 EZ71
- 2014 EA72
- 2014 ED72
- 2014 EE72
- 2014 EJ72
- 2014 EK72
- 2014 EN72
- 2014 ES72
- 2014 EW72
- 2014 EZ72
- 2014 EB73
- 2014 EC73
- 2014 ED73
- 2014 EE73
- 2014 EF73
- 2014 EG73
- 2014 EO73
- 2014 EP73
- 2014 EQ73
- 2014 ES73
- 2014 EU73
- 2014 EX73
- 2014 EY73
- 2014 EB74
- 2014 ED74
- 2014 EE74
- 2014 EF74
- 2014 EG74
- 2014 EH74
- 2014 EJ74
- 2014 EM74
- 2014 EN74
- 2014 ER74
- 2014 EU74
- 2014 EV74
- 2014 EC75
- 2014 ED75
- 2014 EE75
- 2014 EF75
- 2014 EG75
- 2014 EH75
- 2014 EM75
- 2014 EN75
- 2014 EP75
- 2014 EQ75
- 2014 ER75
- 2014 ES75
- 2014 EY75
- 2014 EZ75
- 2014 EA76
- 2014 EC76
- 2014 EE76
- 2014 EH76
- 2014 EJ76
- 2014 EL76
- 2014 EN76
- 2014 EO76
- 2014 EQ76
- 2014 EU76
- 2014 EV76
- 2014 EX76
- 2014 EY76
- 2014 EZ76
- 2014 EA77
- 2014 EC77
- 2014 EG77
- 2014 EH77
- 2014 EL77
- 2014 EM77
- 2014 EN77
- 2014 EO77
- 2014 EP77
- 2014 ET77
- 2014 EW77
- 2014 EZ77
- 2014 EB78
- 2014 EF78
- 2014 EG78
- 2014 EJ78
- 2014 EL78
- 2014 EN78
- 2014 EO78
- 2014 EP78
- 2014 EQ78
- 2014 EW78
- 2014 EZ78
- 2014 EC79
- 2014 EF79
- 2014 EL79
- 2014 EN79
- 2014 EO79
- 2014 EP79
- 2014 EQ79
- 2014 ER79
- 2014 ET79
- 2014 EU79
- 2014 EX79
- 2014 EA80
- 2014 EE80
- 2014 EJ80
- 2014 EN80
- 2014 EQ80
- 2014 ER80
- 2014 ES80
- 2014 ET80
- 2014 EV80
- 2014 EB81
- 2014 EC81
- 2014 EF81
- 2014 EG81
- 2014 EL81
- 2014 EO81
- 2014 EP81
- 2014 EQ81
- 2014 ER81
- 2014 ET81
- 2014 EV81
- 2014 EW81
- 2014 EA82
- 2014 EC82
- 2014 EH82
- 2014 EK82
- 2014 EM82
- 2014 EO82
- 2014 EP82
- 2014 EQ82
- 2014 EU82
- 2014 EV82
- 2014 EW82
- 2014 EZ82
- 2014 EB83
- 2014 EC83
- 2014 EJ83
- 2014 EK83
- 2014 EL83
- 2014 EM83
- 2014 EN83
- 2014 EP83
- 2014 EQ83
- 2014 ES83
- 2014 EU83
- 2014 EV83
- 2014 EX83
- 2014 EB84
- 2014 EC84
- 2014 EH84
- 2014 EJ84
- 2014 EK84
- 2014 EL84
- 2014 EO84
- 2014 ER84
- 2014 ES84
- 2014 ET84
- 2014 EY84
- 2014 EA85
- 2014 EB85
- 2014 EC85
- 2014 EE85
- 2014 EG85
- 2014 EH85
- 2014 EJ85
- 2014 EM85
- 2014 EN85
- 2014 EQ85
- 2014 ES85
- 2014 ET85
- 2014 EU85
- 2014 EV85
- 2014 EW85
- 2014 EX85
- 2014 EY85
- 2014 EA86
- 2014 EB86
- 2014 EC86
- 2014 ED86
- 2014 EG86
- 2014 EH86
- 2014 EJ86
- 2014 EL86
- 2014 EM86
- 2014 EN86
- 2014 EQ86
- 2014 EU86
- 2014 EX86
- 2014 EA87
- 2014 EB87
- 2014 ED87
- 2014 EK87
- 2014 EO87
- 2014 EQ87
- 2014 ER87
- 2014 ET87
- 2014 EZ87
- 2014 EE88
- 2014 EJ88
- 2014 EL88
- 2014 EN88
- 2014 EQ88
- 2014 ET88
- 2014 EU88
- 2014 EV88
- 2014 EW88
- 2014 EX88
- 2014 EA89
- 2014 EE89
- 2014 EG89
- 2014 EH89
- 2014 EL89
- 2014 EO89
- 2014 EV89
- 2014 EW89
- 2014 EX89
- 2014 EB90
- 2014 EE90
- 2014 EG90
- 2014 EH90
- 2014 EN90
- 2014 EO90
- 2014 EQ90
- 2014 ER90
- 2014 ES90
- 2014 EU90
- 2014 EW90
- 2014 EX90
- 2014 EB91
- 2014 EF91
- 2014 EN91
- 2014 EO91
- 2014 ER91
- 2014 ES91
- 2014 ET91
- 2014 EV91
- 2014 EY91
- 2014 EZ91
- 2014 EA92
- 2014 ED92
- 2014 EF92
- 2014 EG92
- 2014 EQ92
- 2014 ER92
- 2014 ES92
- 2014 ET92
- 2014 EU92
- 2014 EV92
- 2014 EX92
- 2014 EA93
- 2014 EF93
- 2014 EG93
- 2014 EH93
- 2014 EL93
- 2014 EP93
- 2014 ER93
- 2014 ES93
- 2014 EU93
- 2014 EW93
- 2014 EX93
- 2014 EF94
- 2014 EG94
- 2014 EJ94
- 2014 EK94
- 2014 EO94
- 2014 EP94
- 2014 ES94
- 2014 EX94
- 2014 EY94
- 2014 EZ94
- 2014 ED95
- 2014 EE95
- 2014 EH95
- 2014 EJ95
- 2014 EM95
- 2014 EP95
- 2014 ET95
- 2014 EU95
- 2014 EX95
- 2014 EB96
- 2014 EG96
- 2014 EJ96
- 2014 EP96
- 2014 EQ96
- 2014 ER96
- 2014 ES96
- 2014 ET96
- 2014 EU96
- 2014 EV96
- 2014 EY96
- 2014 EA97
- 2014 EB97
- 2014 EC97
- 2014 EH97
- 2014 EM97
- 2014 EP97
- 2014 EQ97
- 2014 ET97
- 2014 EU97
- 2014 EW97
- 2014 EY97
- 2014 EB98
- 2014 EC98
- 2014 EG98
- 2014 EO98
- 2014 EP98
- 2014 ER98
- 2014 ES98
- 2014 EW98
- 2014 EZ98
- 2014 EH99
- 2014 EJ99
- 2014 EK99
- 2014 EM99
- 2014 ES99
- 2014 EV99
- 2014 EX99
- 2014 EY99
- 2014 EZ99
- 2014 EE100
- 2014 EG100
- 2014 EL100
- 2014 EM100
- 2014 EO100
- 2014 EP100
- 2014 ER100
- 2014 ES100
- 2014 ET100
- 2014 EV100
- 2014 EB101
- 2014 EG101
- 2014 EJ101
- 2014 EK101
- 2014 EN101
- 2014 ET101
- 2014 EV101
- 2014 EW101
- 2014 EB102
- 2014 ED102
- 2014 EE102
- 2014 EK102
- 2014 EL102
- 2014 EN102
- 2014 EQ102
- 2014 ET102
- 2014 EW102
- 2014 EY102
- 2014 EZ102
- 2014 EA103
- 2014 EB103
- 2014 ED103
- 2014 EE103
- 2014 EK103
- 2014 EM103
- 2014 ER103
- 2014 ES103
- 2014 ET103
- 2014 EU103
- 2014 EV103
- 2014 EW103
- 2014 EX103
- 2014 EZ103
- 2014 EA104
- 2014 EB104
- 2014 EE104
- 2014 EG104
- 2014 EH104
- 2014 EJ104
- 2014 EK104
- 2014 EL104
- 2014 ET104
- 2014 EU104
- 2014 EX104
- 2014 EA105
- 2014 EB105
- 2014 EE105
- 2014 EJ105
- 2014 EL105
- 2014 EM105
- 2014 EN105
- 2014 EO105
- 2014 EP105
- 2014 ER105
- 2014 EW105
- 2014 EX105
- 2014 EY105
- 2014 EZ105
- 2014 EB106
- 2014 EC106
- 2014 EE106
- 2014 EH106
- 2014 EJ106
- 2014 EK106
- 2014 EL106
- 2014 EM106
- 2014 EO106
- 2014 EP106
- 2014 EQ106
- 2014 ER106
- 2014 ET106
- 2014 EW106
- 2014 EX106
- 2014 EY106
- 2014 EZ106
- 2014 EF107
- 2014 EH107
- 2014 EJ107
- 2014 EK107
- 2014 EL107
- 2014 EM107
- 2014 EN107
- 2014 EU107
- 2014 EV107
- 2014 EW107
- 2014 EX107
- 2014 EB108
- 2014 ED108
- 2014 EF108
- 2014 EJ108
- 2014 EM108
- 2014 EN108
- 2014 ER108
- 2014 ES108
- 2014 EX108
- 2014 EY108
- 2014 EA109
- 2014 EB109
- 2014 ED109
- 2014 EE109
- 2014 EK109
- 2014 EM109
- 2014 EO109
- 2014 ES109
- 2014 ET109
- 2014 EV109
- 2014 EZ109
- 2014 EA110
- 2014 EC110
- 2014 ED110
- 2014 EH110
- 2014 EK110
- 2014 EO110
- 2014 ER110
- 2014 EX110
- 2014 EZ110
- 2014 EA111
- 2014 EN111
- 2014 ET111
- 2014 EV111
- 2014 EY111
- 2014 EB112
- 2014 EC112
- 2014 EH112
- 2014 EJ112
- 2014 EL112
- 2014 EQ112
- 2014 ER112
- 2014 EU112
- 2014 EW112
- 2014 EA113
- 2014 EB113
- 2014 EC113
- 2014 ED113
- 2014 EF113
- 2014 EK113
- 2014 EM113
- 2014 EP113
- 2014 EW113
- 2014 EY113
- 2014 EB114
- 2014 ED114
- 2014 EE114
- 2014 EK114
- 2014 EU114
- 2014 EV114
- 2014 EW114
- 2014 EZ114
- 2014 EA115
- 2014 EB115
- 2014 ED115
- 2014 EE115
- 2014 EF115
- 2014 EH115
- 2014 EJ115
- 2014 EM115
- 2014 EN115
- 2014 EO115
- 2014 ET115
- 2014 EX115
- 2014 EY115
- 2014 ED116
- 2014 EM116
- 2014 EP116
- 2014 ER116
- 2014 EV116
- 2014 EA117
- 2014 ED117
- 2014 EE117
- 2014 EL117
- 2014 EM117
- 2014 EN117
- 2014 EQ117
- 2014 ER117
- 2014 ET117
- 2014 EW117
- 2014 EA118
- 2014 EM118
- 2014 EO118
- 2014 EP118
- 2014 EQ118
- 2014 EV118
- 2014 EX118
- 2014 EY118
- 2014 EZ118
- 2014 EB119
- 2014 EC119
- 2014 ED119
- 2014 EE119
- 2014 EJ119
- 2014 EN119
- 2014 EO119
- 2014 EP119
- 2014 EQ119
- 2014 ER119
- 2014 ES119
- 2014 ET119
- 2014 EU119
- 2014 EV119
- 2014 EW119
- 2014 EB120
- 2014 EC120
- 2014 EE120
- 2014 EK120
- 2014 EM120
- 2014 EN120
- 2014 EP120
- 2014 ES120
- 2014 EW120
- 2014 EX120
- 2014 EA121
- 2014 EC121
- 2014 EE121
- 2014 EF121
- 2014 EG121
- 2014 EL121
- 2014 EP121
- 2014 EQ121
- 2014 ET121
- 2014 EY121
- 2014 EA122
- 2014 EC122
- 2014 EH122
- 2014 EJ122
- 2014 EL122
- 2014 EO122
- 2014 EQ122
- 2014 ES122
- 2014 EU122
- 2014 EF123
- 2014 EJ123
- 2014 EP123
- 2014 ER123
- 2014 EU123
- 2014 EX123
- 2014 EY123
- 2014 ED124
- 2014 EG124
- 2014 EL124
- 2014 EM124
- 2014 EO124
- 2014 EP124
- 2014 ER124
- 2014 ES124
- 2014 EU124
- 2014 EV124
- 2014 EZ124
- 2014 ED125
- 2014 EE125
- 2014 EH125
- 2014 EO125
- 2014 EP125
- 2014 EQ125
- 2014 EW125
- 2014 EK126
- 2014 EP126
- 2014 ER126
- 2014 ES126
- 2014 EU126
- 2014 EW126
- 2014 EY126
- 2014 EA127
- 2014 ED127
- 2014 EG127
- 2014 EJ127
- 2014 EK127
- 2014 EL127
- 2014 EO127
- 2014 ER127
- 2014 ES127
- 2014 EV127
- 2014 EW127
- 2014 EY127
- 2014 EZ127
- 2014 EA128
- 2014 EB128
- 2014 ED128
- 2014 EE128
- 2014 EG128
- 2014 EJ128
- 2014 EL128
- 2014 EP128
- 2014 ES128
- 2014 EU128
- 2014 ED129
- 2014 EE129
- 2014 EG129
- 2014 EK129
- 2014 EL129
- 2014 EM129
- 2014 EN129
- 2014 EO129
- 2014 ET129
- 2014 EV129
- 2014 EX129
- 2014 EA130
- 2014 EB130
- 2014 EC130
- 2014 ED130
- 2014 EF130
- 2014 EH130
- 2014 EJ130
- 2014 EK130
- 2014 EN130
- 2014 EO130
- 2014 EQ130
- 2014 ES130
- 2014 EU130
- 2014 EV130
- 2014 EW130
- 2014 EX130
- 2014 EZ130
- 2014 EA131
- 2014 EB131
- 2014 EC131
- 2014 EL131
- 2014 EM131
- 2014 EN131
- 2014 EQ131
- 2014 ER131
- 2014 EU131
- 2014 EA132
- 2014 EB132
- 2014 EC132
- 2014 ED132
- 2014 EE132
- 2014 EK132
- 2014 EN132
- 2014 EO132
- 2014 ES132
- 2014 EW132
- 2014 EZ132
- 2014 EA133
- 2014 EC133
- 2014 ED133
- 2014 EK133
- 2014 EN133
- 2014 EO133
- 2014 EP133
- 2014 ET133
- 2014 EW133
- 2014 EX133
- 2014 EA134
- 2014 EE134
- 2014 EJ134
- 2014 EK134
- 2014 EL134
- 2014 EP134
- 2014 EQ134
- 2014 ER134
- 2014 ET134
- 2014 EU134
- 2014 EW134
- 2014 EY134
- 2014 EZ134
- 2014 EB135
- 2014 EE135
- 2014 EF135
- 2014 EK135
- 2014 EN135
- 2014 EO135
- 2014 EQ135
- 2014 ES135
- 2014 EU135
- 2014 EV135
- 2014 EW135
- 2014 EY135
- 2014 EB136
- 2014 ED136
- 2014 EE136
- 2014 EJ136
- 2014 EK136
- 2014 EL136
- 2014 EO136
- 2014 EU136
- 2014 EV136
- 2014 EX136
- 2014 ED137
- 2014 EE137
- 2014 EL137
- 2014 EN137
- 2014 EO137
- 2014 ER137
- 2014 EU137
- 2014 EV137
- 2014 EA138
- 2014 EM138
- 2014 ER138
- 2014 ES138
- 2014 EU138
- 2014 EY138
- 2014 EZ138
- 2014 EA139
- 2014 EJ139
- 2014 EK139
- 2014 EL139
- 2014 ES139
- 2014 EC140
- 2014 EE140
- 2014 EF140
- 2014 EL140
- 2014 EM140
- 2014 EO140
- 2014 EP140
- 2014 EQ140
- 2014 ER140
- 2014 ES140
- 2014 EU140
- 2014 EV140
- 2014 EY140
- 2014 EZ140
- 2014 EA141
- 2014 EE141
- 2014 EJ141
- 2014 EL141
- 2014 EM141
- 2014 EO141
- 2014 EQ141
- 2014 ES141
- 2014 ET141
- 2014 EW141
- 2014 EX141
- 2014 EY141
- 2014 EZ141
- 2014 EB142
- 2014 EC142
- 2014 EJ142
- 2014 EL142
- 2014 EM142
- 2014 ET142
- 2014 EZ142
- 2014 EA143
- 2014 EB143
- 2014 ED143
- 2014 EE143
- 2014 EG143
- 2014 EL143
- 2014 EN143
- 2014 ER143
- 2014 EV143
- 2014 EW143
- 2014 EX143
- 2014 EY143
- 2014 ED144
- 2014 EJ144
- 2014 EO144
- 2014 EP144
- 2014 EQ144
- 2014 ET144
- 2014 EV144
- 2014 EW144
- 2014 EX144
- 2014 EY144
- 2014 EZ144
- 2014 EA145
- 2014 ED145
- 2014 EF145
- 2014 EK145
- 2014 EO145
- 2014 EP145
- 2014 ES145
- 2014 EY145
- 2014 EA146
- 2014 EB146
- 2014 EG146
- 2014 EH146
- 2014 EL146
- 2014 EM146
- 2014 EN146
- 2014 EO146
- 2014 EP146
- 2014 ER146
- 2014 ES146
- 2014 ET146
- 2014 EY146
- 2014 EA147
- 2014 EC147
- 2014 EJ147
- 2014 EQ147
- 2014 ES147
- 2014 EW147
- 2014 EZ147
- 2014 EA148
- 2014 ED148
- 2014 EE148
- 2014 EG148
- 2014 EH148
- 2014 EL148
- 2014 EM148
- 2014 EO148
- 2014 EQ148
- 2014 EV148
- 2014 EY148
- 2014 EB149
- 2014 EC149
- 2014 ED149
- 2014 EF149
- 2014 EL149
- 2014 EM149
- 2014 EN149
- 2014 ES149
- 2014 EV149
- 2014 EY149
- 2014 EA150
- 2014 EC150
- 2014 ED150
- 2014 EF150
- 2014 EK150
- 2014 EL150
- 2014 EM150
- 2014 EN150
- 2014 EP150
- 2014 ER150
- 2014 ES150
- 2014 EU150
- 2014 EZ150
- 2014 EB151
- 2014 EF151
- 2014 EG151
- 2014 EJ151
- 2014 EK151
- 2014 EM151
- 2014 EP151
- 2014 ER151
- 2014 ES151
- 2014 ET151
- 2014 EV151
- 2014 EA152
- 2014 ED152
- 2014 EE152
- 2014 EF152
- 2014 EJ152
- 2014 EK152
- 2014 EN152
- 2014 EO152
- 2014 EP152
- 2014 ES152
- 2014 EV152
- 2014 EX152
- 2014 EZ152
- 2014 EC153
- 2014 ED153
- 2014 EE153
- 2014 EF153
- 2014 EK153
- 2014 EP153
- 2014 ES153
- 2014 ET153
- 2014 EW153
- 2014 EX153
- 2014 EY153
- 2014 EZ153
- 2014 EB154
- 2014 EG154
- 2014 EH154
- 2014 EJ154
- 2014 EN154
- 2014 EP154
- 2014 EQ154
- 2014 ER154
- 2014 EU154
- 2014 EV154
- 2014 EW154
- 2014 EA155
- 2014 EB155
- 2014 EF155
- 2014 EG155
- 2014 EK155
- 2014 EM155
- 2014 EN155
- 2014 EO155
- 2014 ER155
- 2014 EU155
- 2014 EX155
- 2014 EY155
- 2014 EB156
- 2014 EC156
- 2014 EF156
- 2014 EK156
- 2014 EL156
- 2014 EN156
- 2014 EO156
- 2014 EQ156
- 2014 EV156
- 2014 EC157
- 2014 EE157
- 2014 EH157
- 2014 EJ157
- 2014 EL157
- 2014 EO157
- 2014 EP157
- 2014 ES157
- 2014 EV157
- 2014 EW157
- 2014 EX157
- 2014 EY157
- 2014 EZ157
- 2014 EC158
- 2014 ED158
- 2014 EF158
- 2014 EG158
- 2014 EH158
- 2014 EO158
- 2014 EP158
- 2014 EU158
- 2014 EW158
- 2014 EX158
- 2014 EZ158
- 2014 EC159
- 2014 EG159
- 2014 EH159
- 2014 EJ159
- 2014 EM159
- 2014 EN159
- 2014 ER159
- 2014 ES159
- 2014 ET159
- 2014 EV159
- 2014 EY159
- 2014 EZ159
- 2014 EG160
- 2014 EL160
- 2014 ET160
- 2014 EU160
- 2014 EV160
- 2014 EY160
- 2014 EZ160
- 2014 EC161
- 2014 ED161
- 2014 EE161
- 2014 EJ161
- 2014 EP161
- 2014 ER161
- 2014 ES161
- 2014 EU161
- 2014 EY161
- 2014 EZ161
- 2014 EH162
- 2014 EL162
- 2014 EN162
- 2014 EQ162
- 2014 ER162
- 2014 ES162
- 2014 EY162
- 2014 EB163
- 2014 EE163
- 2014 EG163
- 2014 EH163
- 2014 EJ163
- 2014 EM163
- 2014 EP163
- 2014 EQ163
- 2014 EW163
- 2014 EB164
- 2014 EC164
- 2014 ED164
- 2014 EH164
- 2014 EJ164
- 2014 EK164
- 2014 EM164
- 2014 EO164
- 2014 ER164
- 2014 EV164
- 2014 EB165
- 2014 EC165
- 2014 EE165
- 2014 EG165
- 2014 EH165
- 2014 ES165
- 2014 ET165
- 2014 EY165
- 2014 ED166
- 2014 EE166
- 2014 EK166
- 2014 EM166
- 2014 EQ166
- 2014 ER166
- 2014 ES166
- 2014 ET166
- 2014 EU166
- 2014 EV166
- 2014 EX166
- 2014 EY166
- 2014 EZ166
- 2014 EA167
- 2014 ED167
- 2014 EK167
- 2014 EL167
- 2014 EM167
- 2014 EN167
- 2014 EP167
- 2014 ES167
- 2014 EY167
- 2014 ED168
- 2014 EE168
- 2014 EP168
- 2014 ES168
- 2014 EU168
- 2014 EV168
- 2014 EW168
- 2014 EX168
- 2014 EY168
- 2014 EZ168
- 2014 EA169
- 2014 EB169
- 2014 EC169
- 2014 ED169
- 2014 EE169
- 2014 EO169
- 2014 EP169
- 2014 EU169
- 2014 EV169
- 2014 EA170
- 2014 EC170
- 2014 ED170
- 2014 EH170
- 2014 EJ170
- 2014 EM170
- 2014 EQ170
- 2014 ES170
- 2014 ET170
- 2014 EU170
- 2014 EX170
- 2014 EA171
- 2014 EB171
- 2014 EC171
- 2014 ED171
- 2014 EE171
- 2014 EG171
- 2014 EJ171
- 2014 EM171
- 2014 EN171
- 2014 EO171
- 2014 ER171
- 2014 ET171
- 2014 EV171
- 2014 EW171
- 2014 EX171
- 2014 EZ171
- 2014 EH172
- 2014 EK172
- 2014 EM172
- 2014 ET172
- 2014 EV172
- 2014 EX172
- 2014 EE173
- 2014 EF173
- 2014 EJ173
- 2014 EM173
- 2014 EN173
- 2014 EP173
- 2014 ER173
- 2014 EC174
- 2014 ED174
- 2014 EH174
- 2014 EJ174
- 2014 EL174
- 2014 ER174
- 2014 EW174
- 2014 EX174
- 2014 EC175
- 2014 EE175
- 2014 EF175
- 2014 EG175
- 2014 EK175
- 2014 EN175
- 2014 ES175
- 2014 EY175
- 2014 EA176
- 2014 EM176
- 2014 ER176
- 2014 ET176
- 2014 EW176
- 2014 EX176
- 2014 EZ176
- 2014 EB177
- 2014 ED177
- 2014 EF177
- 2014 EJ177
- 2014 EL177
- 2014 EQ177
- 2014 ET177
- 2014 EY177
- 2014 EZ177
- 2014 EC178
- 2014 ED178
- 2014 EF178
- 2014 EJ178
- 2014 EL178
- 2014 EO178
- 2014 EP178
- 2014 EX178
- 2014 EZ178
- 2014 EA179
- 2014 EE179
- 2014 EF179
- 2014 EG179
- 2014 EH179
- 2014 EJ179
- 2014 EO179
- 2014 ES179
- 2014 ET179
- 2014 EV179
- 2014 EX179
- 2014 EA180
- 2014 EB180
- 2014 EC180
- 2014 EL180
- 2014 EN180
- 2014 EP180
- 2014 EQ180
- 2014 ET180
- 2014 EU180
- 2014 EV180
- 2014 EX180
- 2014 EY180
- 2014 EB181
- 2014 EC181
- 2014 EF181
- 2014 EH181
- 2014 EJ181
- 2014 EL181
- 2014 EO181
- 2014 EQ181
- 2014 ER181
- 2014 ES181
- 2014 EU181
- 2014 EB182
- 2014 EJ182
- 2014 EL182
- 2014 EV182
- 2014 EW182
- 2014 EY182
- 2014 EC183
- 2014 EG183
- 2014 EK183
- 2014 EL183
- 2014 EP183
- 2014 EQ183
- 2014 ER183
- 2014 EU183
- 2014 EX183
- 2014 EZ183
- 2014 EA184
- 2014 EC184
- 2014 EF184
- 2014 EG184
- 2014 EH184
- 2014 EO184
- 2014 EP184
- 2014 EQ184
- 2014 ER184
- 2014 ES184
- 2014 EV184
- 2014 EX184
- 2014 EY184
- 2014 EZ184
- 2014 EC185
- 2014 ED185
- 2014 EE185
- 2014 EJ185
- 2014 EL185
- 2014 EN185
- 2014 ER185
- 2014 ES185
- 2014 EV185
- 2014 EY185
- 2014 ED186
- 2014 EG186
- 2014 EH186
- 2014 EJ186
- 2014 EK186
- 2014 EL186
- 2014 EN186
- 2014 EP186
- 2014 EQ186
- 2014 ES186
- 2014 ET186
- 2014 EW186
- 2014 EZ186
- 2014 EA187
- 2014 ED187
- 2014 EE187
- 2014 EG187
- 2014 EJ187
- 2014 EM187
- 2014 EN187
- 2014 EP187
- 2014 ER187
- 2014 EZ187
- 2014 EA188
- 2014 EF188
- 2014 EK188
- 2014 EO188
- 2014 EP188
- 2014 EV188
- 2014 EW188
- 2014 EX188
- 2014 EA189
- 2014 EC189
- 2014 EK189
- 2014 EO189
- 2014 ES189
- 2014 EX189
- 2014 EZ189
- 2014 EB190
- 2014 EE190
- 2014 EF190
- 2014 EG190
- 2014 EJ190
- 2014 EK190
- 2014 EN190
- 2014 ET190
- 2014 EA191
- 2014 EH191
- 2014 EJ191
- 2014 EL191
- 2014 EM191
- 2014 EN191
- 2014 EO191
- 2014 EP191
- 2014 ER191
- 2014 ES191
- 2014 ET191
- 2014 EU191
- 2014 EY191
- 2014 EA192
- 2014 ED192
- 2014 EG192
- 2014 EL192
- 2014 EN192
- 2014 EP192
- 2014 EQ192
- 2014 ER192
- 2014 ES192
- 2014 EW192
- 2014 EC193
- 2014 ED193
- 2014 EG193
- 2014 EH193
- 2014 EJ193
- 2014 EK193
- 2014 EL193
- 2014 EM193
- 2014 EN193
- 2014 EP193
- 2014 EQ193
- 2014 ET193
- 2014 EW193
- 2014 EZ193
- 2014 EA194
- 2014 EC194
- 2014 ED194
- 2014 EE194
- 2014 EK194
- 2014 EL194
- 2014 EN194
- 2014 EO194
- 2014 EQ194
- 2014 ER194
- 2014 ET194
- 2014 EV194
- 2014 EC195
- 2014 EK195
- 2014 EM195
- 2014 EO195
- 2014 EV195
- 2014 EX195
- 2014 EY195
- 2014 EZ195
- 2014 EE196
- 2014 EF196
- 2014 EG196
- 2014 EJ196
- 2014 EK196
- 2014 EL196
- 2014 EN196
- 2014 EP196
- 2014 ET196
- 2014 EU196
- 2014 EW196
- 2014 EZ196
- 2014 EA197
- 2014 EC197
- 2014 EG197
- 2014 EJ197
- 2014 EK197
- 2014 EM197
- 2014 EQ197
- 2014 ER197
- 2014 ET197
- 2014 EU197
- 2014 EW197
- 2014 EA198
- 2014 EC198
- 2014 EF198
- 2014 EH198
- 2014 EJ198
- 2014 EK198
- 2014 EL198
- 2014 EP198
- 2014 EQ198
- 2014 ER198
- 2014 EX198
- 2014 EA199
- 2014 EC199
- 2014 ED199
- 2014 EE199
- 2014 EF199
- 2014 EG199
- 2014 EH199
- 2014 EL199
- 2014 EM199
- 2014 ER199
- 2014 EZ199
- 2014 EA200
- 2014 EB200
- 2014 ED200
- 2014 EE200
- 2014 EF200
- 2014 EG200
- 2014 EH200
- 2014 EP200
- 2014 EU200
- 2014 EX200
- 2014 EZ200
- 2014 EA201
- 2014 EB201
- 2014 EE201
- 2014 EM201
- 2014 EN201
- 2014 EO201
- 2014 EP201
- 2014 ES201
- 2014 ET201
- 2014 EV201
- 2014 EY201
- 2014 EZ201
- 2014 EE202
- 2014 EF202
- 2014 EJ202
- 2014 EL202
- 2014 EP202
- 2014 ER202
- 2014 ES202
- 2014 ET202
- 2014 EB203
- 2014 EC203
- 2014 EE203
- 2014 EG203
- 2014 EJ203
- 2014 EK203
- 2014 EM203
- 2014 EP203
- 2014 EQ203
- 2014 ER203
- 2014 ET203
- 2014 EW203
- 2014 EF204
- 2014 EO204
- 2014 EP204
- 2014 ET204
- 2014 EU204
- 2014 EA205
- 2014 EE205
- 2014 EJ205
- 2014 EL205
- 2014 EP205
- 2014 EQ205
- 2014 ES205
- 2014 EW205
- 2014 EY205
- 2014 EZ205
- 2014 EA206
- 2014 EB206
- 2014 EG206
- 2014 EH206
- 2014 EJ206
- 2014 EL206
- 2014 EO206
- 2014 ER206
- 2014 EU206
- 2014 EV206
- 2014 EX206
- 2014 EB207
- 2014 ED207
- 2014 EF207
- 2014 EK207
- 2014 EL207
- 2014 EX207
- 2014 EZ207
- 2014 EE208
- 2014 EH208
- 2014 EJ208
- 2014 EN208
- 2014 EO208
- 2014 EQ208
- 2014 ET208
- 2014 EW208
- 2014 EY208
- 2014 EB209
- 2014 EC209
- 2014 EF209
- 2014 EH209
- 2014 EJ209
- 2014 EK209
- 2014 EL209
- 2014 EN209
- 2014 EO209
- 2014 EP209
- 2014 EU209
- 2014 EW209
- 2014 EX209
- 2014 EZ209
- 2014 EB210
- 2014 EC210
- 2014 EF210
- 2014 EH210
- 2014 ER210
- 2014 EX210
- 2014 EY210
- 2014 EB211
- 2014 EJ211
- 2014 EM211
- 2014 EO211
- 2014 EP211
- 2014 ER211
- 2014 ES211
- 2014 EZ211
- 2014 EA212
- 2014 EE212
- 2014 EJ212
- 2014 EK212
- 2014 EM212
- 2014 EN212
- 2014 EP212
- 2014 EQ212
- 2014 EV212
- 2014 EY212
- 2014 EZ212
- 2014 EA213
- 2014 EB213
- 2014 ED213
- 2014 EF213
- 2014 EG213
- 2014 ES213
- 2014 ET213
- 2014 EW213
- 2014 EA214
- 2014 ED214
- 2014 EE214
- 2014 EF214
- 2014 EM214
- 2014 EN214
- 2014 EO214
- 2014 ES214
- 2014 ET214
- 2014 EX214
- 2014 EA215
- 2014 ED215
- 2014 EE215
- 2014 EF215
- 2014 EG215
- 2014 EH215
- 2014 EK215
- 2014 EL215
- 2014 EM215
- 2014 EO215
- 2014 ET215
- 2014 EV215
- 2014 EX215
- 2014 EZ215
- 2014 EB216
- 2014 EF216
- 2014 EG216
- 2014 EH216
- 2014 EL216
- 2014 EM216
- 2014 ER216
- 2014 ET216
- 2014 EH217
- 2014 EL217
- 2014 EO217
- 2014 EQ217
- 2014 ER217
- 2014 ES217
- 2014 EW217
- 2014 EY217
- 2014 EA218
- 2014 EB218
- 2014 EE218
- 2014 EF218
- 2014 EH218
- 2014 EK218
- 2014 EL218
- 2014 EM218
- 2014 EQ218
- 2014 ES218
- 2014 ET218
- 2014 EU218
- 2014 EX218
- 2014 ED219
- 2014 EE219
- 2014 EF219
- 2014 EN219
- 2014 EP219
- 2014 EW219
- 2014 EZ219
- 2014 EB220
- 2014 EC220
- 2014 ED220
- 2014 EH220
- 2014 EN220
- 2014 EP220
- 2014 ET220
- 2014 EV220
- 2014 EY220
- 2014 EA221
- 2014 EB221
- 2014 ED221
- 2014 EE221
- 2014 EF221
- 2014 EJ221
- 2014 EO221
- 2014 EP221
- 2014 EQ221
- 2014 ER221
- 2014 ES221
- 2014 ET221
- 2014 EY221
- 2014 EB222
- 2014 EC222
- 2014 EF222
- 2014 EG222
- 2014 EJ222
- 2014 EL222
- 2014 EM222
- 2014 EU222
- 2014 EV222
- 2014 EW222
- 2014 EX222
- 2014 EC223
- 2014 EE223
- 2014 EF223
- 2014 EG223
- 2014 EK223
- 2014 EL223
- 2014 EM223
- 2014 EN223
- 2014 EO223
- 2014 ER223
- 2014 EU223
- 2014 EX223
- 2014 EC224
- 2014 EF224
- 2014 EK224
- 2014 EL224
- 2014 EO224
- 2014 ET224
- 2014 EU224
- 2014 EV224
- 2014 EX224
- 2014 EZ224
- 2014 EB225
- 2014 EE225
- 2014 EK225
- 2014 EL225
- 2014 EO225
- 2014 ES225
- 2014 ET225
- 2014 EV225
- 2014 EX225
- 2014 EY225
- 2014 EA226
- 2014 EF226
- 2014 EJ226
- 2014 EK226
- 2014 EN226
- 2014 EQ226
- 2014 ER226
- 2014 ES226
- 2014 EZ226
- 2014 EB227
- 2014 EC227
- 2014 EH227
- 2014 EM227
- 2014 EN227
- 2014 EO227
- 2014 EQ227
- 2014 ER227
- 2014 ET227
- 2014 EU227
- 2014 EV227
- 2014 EW227
- 2014 EZ227
- 2014 EA228
- 2014 EB228
- 2014 EG228
- 2014 ER228
- 2014 ET228
- 2014 EW228
- 2014 EX228
- 2014 EZ228
- 2014 EA229
- 2014 EB229
- 2014 EF229
- 2014 EO229
- 2014 EQ229
- 2014 ET229
- 2014 EX229
- 2014 EY229
- 2014 EF230
- 2014 EG230
- 2014 EJ230
- 2014 EK230
- 2014 EM230
- 2014 EO230
- 2014 EP230
- 2014 ET230
- 2014 EX230
- 2014 EY230
- 2014 EE231
- 2014 EF231
- 2014 EG231
- 2014 EJ231
- 2014 EL231
- 2014 EM231
- 2014 EQ231
- 2014 ER231
- 2014 ES231
- 2014 EU231
- 2014 EY231
- 2014 EZ231
- 2014 EE232
- 2014 EF232
- 2014 EH232
- 2014 EJ232
- 2014 EN232
- 2014 EP232
- 2014 ER232
- 2014 ES232
- 2014 EV232
- 2014 EW232
- 2014 EZ232
- 2014 EB233
- 2014 EE233
- 2014 EG233
- 2014 EH233
- 2014 EJ233
- 2014 EK233
- 2014 EP233
- 2014 EQ233
- 2014 EW233
- 2014 EK234
- 2014 EP234
- 2014 EQ234
- 2014 ER234
- 2014 EU234
- 2014 EW234
- 2014 EX234
- 2014 EY234
- 2014 EA235
- 2014 EC235
- 2014 ED235
- 2014 EJ235
- 2014 EN235
- 2014 ES235
- 2014 ET235
- 2014 EU235
- 2014 EW235
- 2014 EX235
- 2014 EY235
- 2014 EZ235
- 2014 EA236
- 2014 EC236
- 2014 ED236
- 2014 EE236
- 2014 EF236
- 2014 EG236
- 2014 EH236
- 2014 EM236
- 2014 EN236
- 2014 EO236
- 2014 EP236
- 2014 ER236
- 2014 ES236
- 2014 ET236
- 2014 EV236
- 2014 EX236
- 2014 EB237
- 2014 EC237
- 2014 ED237
- 2014 EG237
- 2014 EH237
- 2014 EJ237
- 2014 EK237
- 2014 EN237
- 2014 EO237
- 2014 EU237
- 2014 EV237
- 2014 EG238
- 2014 EH238
- 2014 EJ238
- 2014 EL238
- 2014 EQ238
- 2014 ES238
- 2014 EW238
- 2014 EX238
- 2014 EY238
- 2014 EZ238
- 2014 EB239
- 2014 EC239
- 2014 ED239
- 2014 EF239
- 2014 EG239
- 2014 EJ239
- 2014 EO239
- 2014 EP239
- 2014 ER239
- 2014 ET239
- 2014 EX239
- 2014 EY239
- 2014 ED240
- 2014 EE240
- 2014 EF240
- 2014 EM240
- 2014 EN240
- 2014 EP240
- 2014 EQ240
- 2014 ET240
- 2014 EU240
- 2014 EW240
- 2014 EX240
- 2014 EY240
- 2014 EG241
- 2014 EH241
- 2014 EJ241
- 2014 EL241
- 2014 EN241
- 2014 ER241
- 2014 ET241
- 2014 EU241
- 2014 EV241
- 2014 EY241
- 2014 EZ241
- 2014 EB242
- 2014 EC242
- 2014 EE242
- 2014 EG242
- 2014 EL242
- 2014 EN242
- 2014 EO242
- 2014 EQ242
- 2014 ES242
- 2014 EU242
- 2014 EX242
- 2014 EY242
- 2014 EF243
- 2014 EH243
- 2014 EK243
- 2014 EM243
- 2014 EV243
- 2014 EW243
- 2014 EX243
- 2014 EY243
- 2014 EZ243
- 2014 EC244
- 2014 EE244
- 2014 EH244
- 2014 EJ244
- 2014 EK244
- 2014 EL244
- 2014 EN244
- 2014 EP244
- 2014 EQ244
- 2014 EB245
- 2014 EC245
- 2014 EG245
- 2014 EJ245
- 2014 EK245
- 2014 EL245
- 2014 EN245
- 2014 ET245
- 2014 EU245
- 2014 EV245
- 2014 EW245
- 2014 EX245
- 2014 EY245
- 2014 EB246
- 2014 EE246
- 2014 EF246
- 2014 EH246
- 2014 EK246
- 2014 EL246
- 2014 EN246
- 2014 EP246
- 2014 EQ246
- 2014 ES246
- 2014 ET246
- 2014 EX246
- 2014 EZ246
- 2014 EA247
- 2014 EN247
- 2014 EY247
- 2014 EZ247
- 2014 EB248
- 2014 EC248
- 2014 ED248
- 2014 EF248
- 2014 EH248
- 2014 EJ248
- 2014 EL248
- 2014 EN248
- 2014 ER249
- 2014 EG250
- 2014 EN250
- 2014 EP250
- 2014 EQ250
- 2014 ER250
- 2014 ES250
- 2014 ET250
- 2014 EU250
- 2014 EV250
- 2014 EW250
- 2014 EX250
- 2014 EY250
- 2014 EZ250
- 2014 EA251
- 2014 EB251
- 2014 EC251
- 2014 EG251
- 2014 EH251
- 2014 EK251
- 2014 EM251
- 2014 EN251
- 2014 EP251
- 2014 EQ251
- 2014 ES251
- 2014 ET251
- 2014 EU251
- 2014 EX251
- 2014 EZ251
- 2014 EA252
- 2014 EE252
- 2014 EF252
- 2014 EG252
- 2014 EJ252
- 2014 EK252
- 2014 EN252
- 2014 EO252
- 2014 EP252
- 2014 EY252
- 2014 EZ252
- 2014 EA253
- 2014 EH253
- 2014 EM253
- 2014 EP253
- 2014 EG254
- 2014 EQ254
- 2014 ED255
- 2014 EE255
- 2014 EF255
- 2014 EH255
- 2014 EJ255
- 2014 EK255
- 2014 EM255
- 2014 EN255
- 2014 ES255
- 2014 EU255
- 2014 EV255
- 2014 EW255
- 2014 EX255
- 2014 EY255
- 2014 EZ255
- 2014 EB256
- 2014 ED256
- 2014 EF256
- 2014 EJ256
- 2014 EK256
- 2014 EN256
- 2014 EP256
- 2014 EA257
- 2014 EB257
- 2014 ED257
- 2014 EE257
- 2014 EF257
- 2014 EH257
- 2014 EK257
- 2014 EO257
- 2014 EP257
- 2014 ER257
- 2014 ES257
- 2014 ET257
- 2014 EU257
- 2014 EV257
- 2014 EW257
- 2014 EY257
- 2014 EZ257
- 2014 EB258
- 2014 EC258
- 2014 ED258
- 2014 EE258
- 2014 EF258
- 2014 EG258
- 2014 EH258
- 2014 EJ258
- 2014 EM258
- 2014 EN258
- 2014 EP258
- 2014 EQ258
- 2014 ES258
- 2014 EU258
- 2014 EV258
- 2014 EY258
- 2014 EZ258
- 2014 EA259
- 2014 EC259
- 2014 ED259
- 2014 EE259
- 2014 EF259
- 2014 EG259
- 2014 EH259
- 2014 EL259
- 2014 EM259
- 2014 EN259
- 2014 EP259
- 2014 EQ259
- 2014 ER259
- 2014 ES259
- 2014 ET259
- 2014 EU259
- 2014 EV259
- 2014 EW259
- 2014 EX259
- 2014 EY259
- 2014 EA260
- 2014 EB260
- 2014 EC260
- 2014 ED260
- 2014 EE260
- 2014 EF260
- 2014 EG260
- 2014 EH260
- 2014 EJ260
- 2014 EK260
- 2014 EL260
- 2014 EM260
- 2014 EN260
- 2014 EP260
- 2014 EQ260
- 2014 ER260
- 2014 ES260
- 2014 EU260
- 2014 EV260
- 2014 EW260
- 2014 EX260
- 2014 EY260
- 2014 EZ260
- 2014 EA261
- 2014 EB261
- 2014 ED261
- 2014 EE261
- 2014 EF261
- 2014 EH261
- 2014 EK261
- 2014 EL261
- 2014 EM261
- 2014 EN261
- 2014 EO261
- 2014 EQ261
- 2014 ER261
- 2014 ES261
- 2014 EU261
- 2014 EV261
- 2014 EW261
- 2014 EX261
- 2014 EY261
- 2014 EZ261
- 2014 EA262
- 2014 EB262
- 2014 EC262
- 2014 ED262
- 2014 EE262
- 2014 EF262
- 2014 EG262
- 2014 EH262
- 2014 EJ262
- 2014 EL262
- 2014 EM262
- 2014 EN262
- 2014 EO262
- 2014 EP262
- 2014 ES262
- 2014 ET262
- 2014 EU262
- 2014 EW262
- 2014 EX262
- 2014 EY262
- 2014 EZ262
- 2014 EA263
- 2014 EB263
- 2014 EC263
- 2014 ED263
- 2014 EE263
- 2014 EF263
- 2014 EH263
- 2014 EJ263
- 2014 EK263
- 2014 EM263
- 2014 EN263
- 2014 EO263
- 2014 EP263
- 2014 EQ263
- 2014 ER263
- 2014 ES263
- 2014 ET263
- 2014 EU263
- 2014 EV263
- 2014 EW263
- 2014 EX263
- 2014 EY263
- 2014 EZ263
- 2014 EA264
- 2014 EB264
- 2014 EC264
- 2014 ED264
- 2014 EE264
- 2014 EF264
- 2014 EH264
- 2014 EK264
- 2014 EM264
- 2014 EO264
- 2014 EQ264
- 2014 ER264
- 2014 ES264
- 2014 ET264
- 2014 EU264
- 2014 EV264
- 2014 EW264
- 2014 EX264
- 2014 EY264
- 2014 EZ264
- 2014 EA265
- 2014 EB265
- 2014 ED265
- 2014 EE265
- 2014 EF265
- 2014 EG265
- 2014 EH265
- 2014 EJ265
- 2014 EK265
- 2014 EL265
- 2014 EM265
- 2014 EO265
- 2014 EP265
- 2014 EQ265
- 2014 ER265
- 2014 ES265
- 2014 ET265
- 2014 EV265
- 2014 EW265
- 2014 EX265
- 2014 EY265
- 2014 EZ265
- 2014 EA266
- 2014 EB266
- 2014 ED266
- 2014 EE266
- 2014 EF266
- 2014 EG266
- 2014 EH266
- 2014 EJ266
- 2014 EK266
- 2014 EL266
- 2014 EM266
- 2014 EN266
- 2014 EO266
- 2014 EQ266
- 2014 ER266
- 2014 ES266
- 2014 ET266
- 2014 EU266
- 2014 EV266
- 2014 EX266
- 2014 EY266
- 2014 EZ266
- 2014 EB267
- 2014 EC267
- 2014 ED267
- 2014 EE267
- 2014 EF267
- 2014 EG267
- 2014 EK267
- 2014 EL267
- 2014 EN267
- 2014 EO267
- 2014 EP267
- 2014 EQ267
- 2014 ER267
- 2014 ES267
- 2014 ET267
- 2014 EU267
- 2014 EV267
- 2014 EW267
- 2014 EX267
- 2014 EY267
- 2014 EZ267
- 2014 EA268
- 2014 EB268
- 2014 EC268
- 2014 ED268
- 2014 EE268
- 2014 EG268
- 2014 EH268
- 2014 EJ268
- 2014 EK268
- 2014 EL268
- 2014 EM268
- 2014 EP268
- 2014 EQ268
- 2014 ER268
- 2014 ES268
- 2014 ET268
- 2014 EV268
- 2014 EW268
- 2014 EX268
- 2014 EY268
- 2014 EZ268
- 2014 EA269
- 2014 EB269
- 2014 EC269
- 2014 ED269
- 2014 EE269
- 2014 EF269
- 2014 EG269
- 2014 EH269
- 2014 EJ269
- 2014 EK269
- 2014 EL269
- 2014 EM269
- 2014 EN269
- 2014 EP269
- 2014 EQ269
- 2014 ER269
- 2014 ES269
- 2014 ET269
- 2014 EU269
- 2014 EV269
- 2014 EW269
- 2014 EX269
- 2014 EZ269
- 2014 EA270
- 2014 EB270
- 2014 EC270
- 2014 ED270
- 2014 EE270
- 2014 EF270
- 2014 EG270
- 2014 EH270
- 2014 EJ270
- 2014 EK270
- 2014 EL270
- 2014 EN270
- 2014 EQ270
- 2014 ER270
- 2014 ES270
- 2014 ET270
- 2014 EU270
- 2014 EV270
- 2014 EW270
- 2014 EX270
- 2014 EY270
- 2014 EZ270
- 2014 EA271
- 2014 EB271
- 2014 EC271
- 2014 ED271
- 2014 EE271
- 2014 EF271
- 2014 EH271
- 2014 EJ271
- 2014 EK271
- 2014 EL271
- 2014 EM271
- 2014 EN271
- 2014 EP271
- 2014 EQ271
- 2014 ER271
- 2014 ES271
- 2014 ET271
- 2014 EU271
- 2014 EV271
- 2014 EW271
- 2014 EX271
- 2014 EY271
- 2014 EZ271
- 2014 EA272
- 2014 EB272
- 2014 EC272
- 2014 EF272
- 2014 EH272
- 2014 EJ272
- 2014 EK272
- 2014 EL272
- 2014 EM272
- 2014 EP272
- 2014 EQ272
- 2014 ER272
- 2014 ES272
- 2014 ET272
- 2014 EU272
- 2014 EV272
- 2014 EW272
- 2014 EX272
- 2014 EZ272
- 2014 EA273
- 2014 EB273
- 2014 ED273
- 2014 EE273
- 2014 EF273
- 2014 EG273
- 2014 EH273
- 2014 EJ273
- 2014 EK273
- 2014 EL273
- 2014 EM273
- 2014 EN273
- 2014 EO273
- 2014 EP273
- 2014 EQ273
- 2014 ER273
- 2014 ES273
- 2014 ET273
- 2014 EU273
- 2014 EV273
- 2014 EW273
- 2014 EX273
- 2014 EY273
- 2014 EZ273
- 2014 EA274
- 2014 EB274
- 2014 EC274
- 2014 ED274
- 2014 EE274
- 2014 EF274
- 2014 EG274
- 2014 EH274
- 2014 EJ274
- 2014 EK274
- 2014 EL274
- 2014 EM274
- 2014 EN274
- 2014 EO274
- 2014 EP274
- 2014 EQ274
- 2014 ER274
- 2014 ES274
- 2014 ET274
- 2014 EU274
- 2014 EV274
- 2014 EW274
- 2014 EX274
- 2014 EY274
- 2014 EZ274
- 2014 EA275
- 2014 EB275
- 2014 EC275
- 2014 EE275
- 2014 EG275
- 2014 EJ275
- 2014 EK275
- 2014 EM275
- 2014 EO275
- 2014 EP275
- 2014 EQ275
- 2014 ER275
- 2014 ES275
- 2014 ET275
- 2014 EU275
- 2014 EV275
- 2014 EW275
- 2014 EX275
- 2014 EY275
- 2014 EZ275
- 2014 EB276
- 2014 EC276
- 2014 ED276
- 2014 EE276
- 2014 EF276
- 2014 EH276
- 2014 EJ276
- 2014 EK276
- 2014 EL276
- 2014 EM276
- 2014 EO276
- 2014 EP276
- 2014 ER276
- 2014 ES276
- 2014 EU276
- 2014 EV276
- 2014 EX276
- 2014 EY276
- 2014 EZ276
- 2014 EA277
- 2014 EB277
- 2014 EC277
- 2014 ED277
- 2014 EE277
- 2014 EG277
- 2014 EH277
- 2014 EJ277
- 2014 EK277
- 2014 EL277
- 2014 EM277
- 2014 EN277
- 2014 EO277
- 2014 EP277
- 2014 EQ277
- 2014 ES277
- 2014 ET277
- 2014 EU277
- 2014 EV277
- 2014 EW277
- 2014 EX277
- 2014 EZ277
- 2014 EB278
- 2014 EC278
- 2014 ED278
- 2014 EE278
- 2014 EG278
- 2014 EH278
- 2014 EJ278
- 2014 EK278
- 2014 EL278
- 2014 EM278
- 2014 EN278
- 2014 EO278
- 2014 EP278
- 2014 ES278
- 2014 ET278
- 2014 EU278
- 2014 EY278
- 2014 EZ278
- 2014 EA279
- 2014 EB279
- 2014 EC279
- 2014 ED279
- 2014 EE279
- 2014 EF279
- 2014 EG279
- 2014 EH279
- 2014 EJ279
- 2014 EL279
- 2014 EM279
- 2014 EP279
- 2014 EQ279
- 2014 ER279
- 2014 ES279
- 2014 ET279
- 2014 EU279
- 2014 EW279
- 2014 EX279
- 2014 EY279
- 2014 EZ279
- 2014 EB280
- 2014 EC280
- 2014 ED280
- 2014 EE280
- 2014 EF280
- 2014 EG280
- 2014 EH280
- 2014 EL280
- 2014 EM280
- 2014 EN280
- 2014 EO280
- 2014 EP280
- 2014 EQ280
- 2014 ER280
- 2014 ES280
- 2014 ET280
- 2014 EU280
- 2014 EV280
- 2014 EX280
- 2014 EY280
- 2014 EZ280
- 2014 EA281
- 2014 EB281
- 2014 EC281
- 2014 ED281
- 2014 EE281
- 2014 EF281
- 2014 EG281
- 2014 EH281
- 2014 EJ281
- 2014 EK281
- 2014 EL281
- 2014 EM281
- 2014 EN281
- 2014 EO281
- 2014 EP281
- 2014 EQ281
- 2014 ER281
- 2014 ES281
- 2014 ET281
- 2014 EU281
- 2014 EV281
- 2014 EW281
- 2014 EX281
- 2014 EZ281
- 2014 EA282
- 2014 EB282
- 2014 EC282
- 2014 EE282
- 2014 EF282
- 2014 EG282
- 2014 EH282
- 2014 EJ282
- 2014 EK282
- 2014 EL282
- 2014 EM282
- 2014 EN282
- 2014 EO282
- 2014 EP282
- 2014 EQ282
- 2014 ER282
- 2014 ES282
- 2014 ET282
- 2014 EU282
- 2014 EV282
- 2014 EW282
- 2014 EX282
- 2014 EY282
- 2014 EZ282
- 2014 EA283
- 2014 EB283
- 2014 EC283
- 2014 ED283
- 2014 EE283
- 2014 EF283
- 2014 EG283
- 2014 EH283
- 2014 EJ283
- 2014 EK283
- 2014 EL283
- 2014 EM283
- 2014 EN283
- 2014 EO283
- 2014 EP283
- 2014 EQ283
- 2014 ER283
- 2014 ES283
- 2014 ET283
- 2014 EU283
- 2014 EV283
- 2014 EW283
- 2014 EX283
- 2014 EY283
- 2014 EZ283
- 2014 EA284
- 2014 EB284
- 2014 EC284
- 2014 ED284
- 2014 EE284
- 2014 EF284
- 2014 EG284
- 2014 EH284
- 2014 EK284
- 2014 EL284
- 2014 EM284
- 2014 EN284
- 2014 EO284
- 2014 EP284
- 2014 EQ284
- 2014 ER284
- 2014 ES284
- 2014 ET284
- 2014 EU284
- 2014 EV284
- 2014 EW284
- 2014 EX284
- 2014 EY284
- 2014 EZ284
- 2014 EA285
- 2014 EC285
- 2014 ED285
- 2014 EE285
- 2014 EF285
- 2014 EG285
- 2014 EH285
- 2014 EJ285
- 2014 EK285
- 2014 EL285
- 2014 EN285
- 2014 EO285
- 2014 EP285
- 2014 EQ285
- 2014 ER285
- 2014 ES285
- 2014 ET285
- 2014 EU285
- 2014 EV285
- 2014 EW285
- 2014 EX285
- 2014 EY285
- 2014 EA286
- 2014 EC286
- 2014 ED286
- 2014 EE286
- 2014 EF286
- 2014 EG286
- 2014 EH286
- 2014 EJ286
- 2014 EK286
- 2014 EL286
- 2014 EM286
- 2014 EN286
- 2014 EO286
- 2014 EP286
- 2014 EQ286
- 2014 ER286
- 2014 ES286
- 2014 ET286
- 2014 EU286
- 2014 EV286
- 2014 EW286
- 2014 EX286
- 2014 EZ286
- 2014 EA287
- 2014 EB287
- 2014 EC287
- 2014 ED287
- 2014 EE287
- 2014 EF287
- 2014 EG287
- 2014 EH287
- 2014 EJ287
- 2014 EK287
- 2014 EL287
- 2014 EM287
- 2014 EN287
- 2014 EO287
- 2014 EP287
- 2014 EQ287
- 2014 ER287
- 2014 ES287
- 2014 ET287
- 2014 EU287
- 2014 EV287
- 2014 EW287
- 2014 EX287
- 2014 EY287
- 2014 EZ287
- 2014 EA288
- 2014 EB288
- 2014 EC288
- 2014 ED288
- 2014 EE288
- 2014 EG288
- 2014 EH288
- 2014 EJ288
- 2014 EK288
- 2014 EL288
- 2014 EM288
- 2014 EN288
- 2014 EO288
- 2014 EP288
- 2014 EQ288
- 2014 ER288
- 2014 ES288
- 2014 ET288
- 2014 EU288
- 2014 EV288
- 2014 EW288
- 2014 EX288
- 2014 EY288
- 2014 EZ288
- 2014 EA289
- 2014 EB289
- 2014 EC289
- 2014 ED289
- 2014 EE289
- 2014 EF289
- 2014 EG289
- 2014 EH289
- 2014 EJ289
- 2014 EK289
- 2014 EL289
- 2014 EM289
- 2014 EN289
- 2014 EO289
- 2014 EP289
- 2014 ER289
- 2014 ET289
- 2014 EU289
- 2014 EV289
- 2014 EW289
- 2014 EX289
- 2014 EY289
- 2014 EZ289
- 2014 EA290
- 2014 EC290
- 2014 ED290
- 2014 EE290
- 2014 EF290
- 2014 EG290
- 2014 EH290
- 2014 EJ290
- 2014 EK290
- 2014 EL290
- 2014 EM290
- 2014 EN290
- 2014 EO290
- 2014 EP290
- 2014 EQ290
- 2014 ER290
- 2014 ES290
- 2014 ET290
- 2014 EU290
- 2014 EW290
- 2014 EX290
- 2014 EY290
- 2014 EA291
- 2014 EB291
- 2014 EC291
- 2014 EE291
- 2014 EF291
- 2014 EG291
- 2014 EH291
- 2014 EJ291
- 2014 EK291
- 2014 EL291
- 2014 EM291
- 2014 EN291
- 2014 EO291
- 2014 EP291
- 2014 EQ291
- 2014 ER291
- 2014 ES291
- 2014 ET291
- 2014 EU291
- 2014 EV291
- 2014 EW291
- 2014 EY291
- 2014 EZ291
- 2014 EB292
- 2014 EC292
- 2014 ED292
- 2014 EE292
- 2014 EF292
- 2014 EG292
- 2014 EH292
- 2014 EJ292
- 2014 EK292
- 2014 EL292
- 2014 EM292
- 2014 EN292
- 2014 EP292
- 2014 EQ292
- 2014 ER292
- 2014 ES292
- 2014 ET292
- 2014 EU292
- 2014 EV292
- 2014 EW292
- 2014 EX292
- 2014 EY292
- 2014 EZ292
- 2014 EA293
- 2014 EB293
- 2014 EC293
- 2014 ED293
- 2014 EE293
- 2014 EF293
- 2014 EG293
- 2014 EJ293
- 2014 EK293
- 2014 EL293
- 2014 EM293
- 2014 EN293
- 2014 EO293
- 2014 EP293
- 2014 EQ293
- 2014 ER293
- 2014 ES293
- 2014 ET293
- 2014 EU293
- 2014 EV293
- 2014 EX293
- 2014 EY293
- 2014 EZ293
- 2014 EB294
- 2014 EC294
- 2014 EE294
- 2014 EF294
- 2014 EG294
- 2014 EH294
- 2014 EJ294
- 2014 EL294
- 2014 EM294
- 2014 EN294
- 2014 EP294
- 2014 EQ294
- 2014 ER294
- 2014 ES294
- 2014 ET294
- 2014 EU294
- 2014 EV294
- 2014 EW294
- 2014 EX294
- 2014 EY294
- 2014 EZ294
- 2014 EA295
- 2014 EB295
- 2014 EC295
- 2014 ED295
- 2014 EE295
- 2014 EF295
- 2014 EG295
- 2014 EJ295
- 2014 EK295
- 2014 EL295
- 2014 EM295
- 2014 EN295
- 2014 EO295
- 2014 EP295
- 2014 EQ295
- 2014 ER295
- 2014 ES295
- 2014 ET295
- 2014 EU295
- 2014 EV295
- 2014 EW295
- 2014 EX295
- 2014 EY295
- 2014 EZ295
- 2014 EA296
- 2014 EB296
- 2014 EC296
- 2014 ED296
- 2014 EE296
- 2014 EF296
- 2014 EH296
- 2014 EJ296
- 2014 EK296
- 2014 EL296
- 2014 EM296
- 2014 EN296
- 2014 EO296
- 2014 EP296
- 2014 EQ296
- 2014 ER296
- 2014 ES296
- 2014 ET296
- 2014 EU296
- 2014 EW296
- 2014 EX296
- 2014 EY296
- 2014 EZ296
- 2014 EA297
- 2014 EB297
- 2014 EC297
- 2014 ED297
- 2014 EE297
- 2014 EF297
- 2014 EG297
- 2014 EH297
- 2014 EK297
- 2014 EL297
- 2014 EM297
- 2014 EN297
- 2014 EO297
- 2014 EP297
- 2014 EQ297
- 2014 ER297
- 2014 ES297
- 2014 ET297
- 2014 EU297
- 2014 EV297
- 2014 EW297
- 2014 EX297
- 2014 EY297
- 2014 EZ297
- 2014 EA298
- 2014 EB298
- 2014 EC298
- 2014 ED298
- 2014 EE298
- 2014 EF298
- 2014 EG298
- 2014 EH298
- 2014 EJ298
- 2014 EK298
- 2014 EL298
- 2014 EM298
- 2014 EN298
- 2014 EO298
- 2014 EP298
- 2014 EQ298
- 2014 ER298
- 2014 ES298
- 2014 ET298
- 2014 EU298
- 2014 EW298
- 2014 EX298
- 2014 EY298
- 2014 EZ298
- 2014 EA299
- 2014 EB299
- 2014 EC299
- 2014 ED299
- 2014 EF299
- 2014 EG299
- 2014 EJ299
- 2014 EK299
- 2014 EL299
- 2014 EM299
- 2014 EN299
- 2014 EO299
- 2014 EP299
- 2014 EQ299
- 2014 ER299
- 2014 ES299
- 2014 ET299
- 2014 EU299
- 2014 EV299
- 2014 EW299
- 2014 EX299
- 2014 EY299
- 2014 EA300
- 2014 ED300
- 2014 EE300
- 2014 EF300
- 2014 EG300
- 2014 EH300
- 2014 EJ300
- 2014 EK300
- 2014 EM300
- 2014 EN300
- 2014 EO300
- 2014 EP300
- 2014 EQ300
- 2014 ER300
- 2014 ES300
- 2014 ET300
- 2014 EV300
- 2014 EW300
- 2014 EX300
- 2014 EZ300
- 2014 EA301
- 2014 EB301
- 2014 EC301
- 2014 ED301
- 2014 EE301
- 2014 EF301
- 2014 EG301
- 2014 EH301
- 2014 EK301
- 2014 EL301
- 2014 EM301
- 2014 EO301
- 2014 EP301
- 2014 EQ301
- 2014 ER301
- 2014 ES301
- 2014 ET301
- 2014 EV301
- 2014 EW301
- 2014 EX301
- 2014 EY301
- 2014 EZ301
- 2014 EA302
- 2014 EB302
- 2014 EC302
- 2014 ED302
- 2014 EE302
- 2014 EF302
- 2014 EG302
- 2014 EH302
- 2014 EJ302
- 2014 EK302
- 2014 EL302
- 2014 EM302
- 2014 EO302
- 2014 EP302
- 2014 ES302
- 2014 ET302
- 2014 EU302
- 2014 EV302
- 2014 EW302
- 2014 EX302
- 2014 EY302
- 2014 EZ302
- 2014 EA303
- 2014 EB303
- 2014 EC303
- 2014 ED303
- 2014 EE303
- 2014 EF303
- 2014 EG303
- 2014 EH303
- 2014 EJ303
- 2014 EK303
- 2014 EL303
- 2014 EM303
- 2014 EO303
- 2014 EP303
- 2014 EQ303
- 2014 ER303
- 2014 EU303
- 2014 EV303
- 2014 EW303
- 2014 EX303
- 2014 EY303
- 2014 EZ303
- 2014 EA304
- 2014 EB304
- 2014 ED304
- 2014 EE304
- 2014 EF304
- 2014 EG304
- 2014 EH304
- 2014 EJ304
- 2014 EK304
- 2014 EL304
- 2014 EN304
- 2014 EO304
- 2014 EP304
- 2014 EQ304
- 2014 ER304
- 2014 ES304
- 2014 ET304
- 2014 EU304
- 2014 EV304
- 2014 EX304
- 2014 EY304
- 2014 EZ304
- 2014 EA305
- 2014 EB305
- 2014 EC305
- 2014 ED305
- 2014 EE305
- 2014 EF305
- 2014 EG305
- 2014 EJ305
- 2014 EK305
- 2014 EL305
- 2014 EM305
- 2014 EN305
- 2014 EO305
- 2014 EP305
- 2014 EQ305
- 2014 ER305
- 2014 ES305
- 2014 EU305
- 2014 EV305
- 2014 EW305
- 2014 EX305
- 2014 EY305
- 2014 EZ305
- 2014 EA306
- 2014 EC306
- 2014 ED306
- 2014 EE306
- 2014 EF306
- 2014 EG306
- 2014 EH306
- 2014 EJ306
- 2014 EK306
- 2014 EL306
- 2014 EM306
- 2014 EN306
- 2014 EO306
- 2014 EP306
- 2014 ER306
- 2014 ES306
- 2014 ET306
- 2014 EU306
- 2014 EV306
- 2014 EW306
- 2014 EX306
- 2014 EZ306
- 2014 EB307
- 2014 EC307
- 2014 ED307
- 2014 EF307
- 2014 EG307
- 2014 EH307
- 2014 EJ307
- 2014 EK307
- 2014 EL307
- 2014 EM307
- 2014 EN307
- 2014 EO307
- 2014 EP307
- 2014 EQ307
- 2014 ER307
- 2014 ES307
- 2014 EU307
- 2014 EV307
- 2014 EX307
- 2014 EY307
- 2014 EZ307
- 2014 EA308
- 2014 EB308
- 2014 EC308
- 2014 ED308
- 2014 EE308
- 2014 EF308
- 2014 EK308
- 2014 EL308
- 2014 EO308
- 2014 EP308
- 2014 EQ308
- 2014 ER308
- 2014 ES308
- 2014 ET308
- 2014 EU308
- 2014 EV308
- 2014 EW308
- 2014 EX308
- 2014 EY308
- 2014 EZ308
- 2014 EA309
- 2014 EB309
- 2014 EC309
- 2014 ED309
- 2014 EE309
- 2014 EH309
- 2014 EJ309
- 2014 EK309
- 2014 EL309
- 2014 EM309
- 2014 EP309
- 2014 EQ309
- 2014 ER309
- 2014 ES309
- 2014 ET309
- 2014 EU309
- 2014 EV309
- 2014 EW309
- 2014 EX309
- 2014 EY309
- 2014 EA310
- 2014 EB310
- 2014 EC310
- 2014 ED310
- 2014 EE310
- 2014 EF310
- 2014 EG310
- 2014 EH310
- 2014 EJ310
- 2014 EK310
- 2014 EL310
- 2014 EN310
- 2014 EO310
- 2014 EP310
- 2014 EQ310
- 2014 ER310
- 2014 ES310
- 2014 ET310
- 2014 EU310
- 2014 EV310
- 2014 EW310
- 2014 EX310
- 2014 EY310
- 2014 EZ310
- 2014 EA311
- 2014 EB311
- 2014 ED311
- 2014 EE311
- 2014 EF311
- 2014 EG311
- 2014 EH311
- 2014 EJ311
- 2014 EK311
- 2014 EL311
- 2014 EM311
- 2014 EN311
- 2014 EO311
- 2014 EP311
- 2014 EQ311
- 2014 ER311
- 2014 ES311
- 2014 ET311
- 2014 EU311
- 2014 EV311
- 2014 EW311
- 2014 EX311
- 2014 EZ311
- 2014 EA312
- 2014 EB312
- 2014 EC312
- 2014 ED312
- 2014 EE312
- 2014 EF312
- 2014 EG312
- 2014 EH312
- 2014 EJ312
- 2014 EK312
- 2014 EL312
- 2014 EM312
- 2014 EN312
- 2014 EO312
- 2014 EP312
- 2014 EQ312
- 2014 ER312
- 2014 ES312
- 2014 ET312
- 2014 EU312
- 2014 EV312
- 2014 EW312
- 2014 EX312
- 2014 EY312
- 2014 EZ312
- 2014 EA313
- 2014 EC313
- 2014 ED313
- 2014 EE313
- 2014 EF313
- 2014 EG313
- 2014 EH313
- 2014 EJ313
- 2014 EK313
- 2014 EN313
- 2014 EO313
- 2014 EP313
- 2014 EQ313
- 2014 ER313
- 2014 ET313
- 2014 EU313
- 2014 EW313
- 2014 EY313
- 2014 EZ313
- 2014 EA314
- 2014 EB314
- 2014 EC314
- 2014 ED314
- 2014 EE314
- 2014 EG314
- 2014 EH314
- 2014 EJ314
- 2014 EK314
- 2014 EL314
- 2014 EM314
- 2014 EN314
- 2014 EO314
- 2014 EP314
- 2014 EQ314
- 2014 ES314
- 2014 ET314
- 2014 EU314
- 2014 EV314
- 2014 EW314
- 2014 EX314
- 2014 EY314
- 2014 EZ314
- 2014 EA315
- 2014 EB315
- 2014 EC315
- 2014 ED315
- 2014 EE315
- 2014 EF315
- 2014 EG315
- 2014 EH315
- 2014 EJ315
- 2014 EK315
- 2014 EL315
- 2014 EM315
- 2014 EN315
- 2014 EO315
- 2014 EP315
- 2014 EQ315
- 2014 ER315
- 2014 ES315
- 2014 ET315
- 2014 EU315
- 2014 EV315
- 2014 EW315
- 2014 EX315
- 2014 EY315
- 2014 EZ315
- 2014 EA316
- 2014 EB316
- 2014 EC316
- 2014 ED316
- 2014 EE316
- 2014 EF316
- 2014 EG316
- 2014 EH316
- 2014 EJ316
- 2014 EK316
- 2014 EL316
- 2014 EM316
- 2014 EN316
- 2014 EP316
- 2014 EQ316
- 2014 ER316
- 2014 ES316
- 2014 ET316
- 2014 EW316
- 2014 EX316
- 2014 EY316
- 2014 EZ316
- 2014 EA317
- 2014 EB317
- 2014 EC317
- 2014 ED317
- 2014 EE317
- 2014 EF317
- 2014 EG317
- 2014 EH317
- 2014 EJ317
- 2014 EK317
- 2014 EL317
- 2014 EM317
- 2014 EP317
- 2014 EQ317
- 2014 ER317
- 2014 ES317
- 2014 ET317
- 2014 EU317
- 2014 EV317
- 2014 EW317
- 2014 EX317
- 2014 EY317
- 2014 EZ317
- 2014 EA318
- 2014 EB318
- 2014 EC318
- 2014 ED318
- 2014 EE318
- 2014 EH318
- 2014 EJ318
- 2014 EK318
- 2014 EL318
- 2014 EM318
- 2014 EN318
- 2014 EQ318
- 2014 ER318
- 2014 ES318
- 2014 EU318
- 2014 EV318
- 2014 EW318
- 2014 EY318
- 2014 EZ318
- 2014 EB319
- 2014 EC319
- 2014 ED319
- 2014 EE319
- 2014 EF319
- 2014 EG319
- 2014 EH319
- 2014 EJ319
- 2014 EK319
- 2014 EL319
- 2014 EM319
- 2014 EN319
- 2014 EO319
- 2014 EQ319
- 2014 ER319
- 2014 ES319
- 2014 ET319
- 2014 EU319
- 2014 EV319
- 2014 EW319
- 2014 EX319
- 2014 EY319
- 2014 EZ319
- 2014 EA320
- 2014 EB320
- 2014 EC320
- 2014 ED320
- 2014 EE320
- 2014 EF320
- 2014 EG320
- 2014 EH320
- 2014 EJ320
- 2014 EK320
- 2014 EL320
- 2014 EM320
- 2014 EN320
- 2014 EO320
- 2014 EP320
- 2014 EQ320
- 2014 ER320
- 2014 ES320
- 2014 ET320
- 2014 EU320
- 2014 EV320
- 2014 EW320
- 2014 EX320
- 2014 EY320
- 2014 EZ320
- 2014 EA321
- 2014 EC321
- 2014 ED321
- 2014 EE321
- 2014 EF321
- 2014 EG321
- 2014 EH321
- 2014 EJ321
- 2014 EK321
- 2014 EL321
- 2014 EM321
- 2014 EN321
- 2014 EO321
- 2014 EP321
- 2014 EQ321
- 2014 ER321
- 2014 ES321
- 2014 ET321
- 2014 EU321
- 2014 EV321
- 2014 EW321
- 2014 EX321
- 2014 EY321
- 2014 EZ321
- 2014 EA322
- 2014 EB322
- 2014 EC322
- 2014 ED322
- 2014 EE322
- 2014 EF322
- 2014 EH322
- 2014 EJ322
- 2014 EK322
- 2014 EL322
- 2014 EM322
- 2014 EN322
- 2014 EO322
- 2014 EP322
- 2014 EQ322
- 2014 ES322
- 2014 ET322
- 2014 EU322
- 2014 EV322
- 2014 EW322
- 2014 EX322
- 2014 EY322
- 2014 EZ322
- 2014 EA323
- 2014 EB323
- 2014 EC323
- 2014 ED323
- 2014 EE323
- 2014 EF323
- 2014 EG323
- 2014 EH323
- 2014 EJ323
- 2014 EK323
- 2014 EL323
- 2014 EM323
- 2014 EN323
- 2014 EO323
- 2014 EP323
- 2014 EQ323
- 2014 ER323
- 2014 ES323
- 2014 ET323
- 2014 EU323
- 2014 EV323
- 2014 EX323
- 2014 EY323
- 2014 EZ323
- 2014 EB324
- 2014 EE324
- 2014 EF324
- 2014 EG324
- 2014 EH324
- 2014 EJ324
- 2014 EK324
- 2014 EM324
- 2014 EN324
- 2014 EP324
- 2014 EQ324
- 2014 ER324
- 2014 ES324
- 2014 EU324
- 2014 EV324
- 2014 EW324
- 2014 EY324
- 2014 EZ324
- 2014 EB325
- 2014 EC325
- 2014 ED325
- 2014 EE325
- 2014 EF325
- 2014 EG325
- 2014 EH325
- 2014 EJ325
- 2014 EK325
- 2014 EL325
- 2014 EM325
- 2014 EN325
- 2014 EO325
- 2014 EP325
- 2014 EQ325
- 2014 ER325
- 2014 ES325
- 2014 ET325
- 2014 EU325
- 2014 EV325
- 2014 EW325
- 2014 EX325
- 2014 EY325
- 2014 EZ325
- 2014 EA326
- 2014 EB326
- 2014 EC326
- 2014 ED326
- 2014 EE326
- 2014 EF326
- 2014 EG326
- 2014 EH326
- 2014 EJ326
- 2014 EL326
- 2014 EM326
- 2014 EN326
- 2014 EO326
- 2014 EP326
- 2014 EQ326
- 2014 ER326
- 2014 ES326
- 2014 ET326
- 2014 EU326
- 2014 EV326
- 2014 EW326
- 2014 EX326
- 2014 EY326
- 2014 EZ326
- 2014 EA327
- 2014 EC327
- 2014 ED327
- 2014 EF327
- 2014 EG327
- 2014 EH327
- 2014 EJ327
- 2014 EK327
- 2014 EL327
- 2014 EM327
- 2014 EN327
- 2014 EO327
- 2014 EP327
- 2014 ER327
- 2014 ES327
- 2014 ET327
- 2014 EU327
- 2014 EW327
- 2014 EX327
- 2014 EY327
- 2014 EA328
- 2014 EC328
- 2014 ED328
- 2014 EE328
- 2014 EF328
- 2014 EG328
- 2014 EH328
- 2014 EJ328
- 2014 EK328
- 2014 EL328
- 2014 EM328
- 2014 EN328
- 2014 EO328
- 2014 EP328
- 2014 EQ328
- 2014 ER328
- 2014 ES328
- 2014 ET328
- 2014 EU328
- 2014 EW328
- 2014 EY328
- 2014 EZ328
- 2014 EA329
- 2014 EB329
- 2014 EC329
- 2014 ED329
- 2014 EE329
- 2014 EF329
- 2014 EG329
- 2014 EH329
- 2014 EJ329
- 2014 EK329
- 2014 EL329
- 2014 EM329
- 2014 EN329
- 2014 EP329
- 2014 EQ329
- 2014 ES329
- 2014 ET329
- 2014 EU329
- 2014 EV329
- 2014 EW329
- 2014 EX329
- 2014 EY329
- 2014 EZ329
- 2014 EB330
- 2014 EC330
- 2014 ED330
- 2014 EE330
- 2014 EF330
- 2014 EG330
- 2014 EH330
- 2014 EJ330
- 2014 EK330
- 2014 EL330
- 2014 EM330
- 2014 EN330
- 2014 EO330
- 2014 EP330
- 2014 EQ330
- 2014 ER330
- 2014 ES330
- 2014 ET330
- 2014 EU330
- 2014 EV330
- 2014 EW330
- 2014 EY330
- 2014 EZ330
- 2014 EA331
- 2014 EB331
- 2014 EC331
- 2014 ED331
- 2014 EE331
- 2014 EF331
- 2014 EG331
- 2014 EH331
- 2014 EK331
- 2014 EL331
- 2014 EM331
- 2014 EN331
- 2014 EO331
- 2014 EP331
- 2014 EQ331
- 2014 ER331
- 2014 ES331
- 2014 ET331
- 2014 EX331
- 2014 EY331
- 2014 EA332
- 2014 EB332
- 2014 EC332
- 2014 EE332
- 2014 EF332
- 2014 EG332
- 2014 EH332
- 2014 EJ332
- 2014 EK332
- 2014 EL332
- 2014 EM332
- 2014 EN332
- 2014 EO332
- 2014 EP332
- 2014 EQ332
- 2014 ES332
- 2014 ET332
- 2014 EU332
- 2014 EV332
- 2014 EX332
- 2014 EY332
- 2014 EZ332
- 2014 EA333
- 2014 EB333
- 2014 EC333
- 2014 ED333
- 2014 EE333
- 2014 EF333
- 2014 EG333
- 2014 EH333
- 2014 EJ333
- 2014 EK333
- 2014 EL333
- 2014 EM333
- 2014 EN333
- 2014 EO333
- 2014 EP333
- 2014 EQ333
- 2014 ER333
- 2014 ES333
- 2014 EV333
- 2014 EW333
- 2014 EX333
- 2014 EY333
- 2014 EZ333
- 2014 EA334
- 2014 EB334
- 2014 EC334
- 2014 ED334
- 2014 EE334
- 2014 EF334
- 2014 EG334
- 2014 EH334
- 2014 EJ334
- 2014 EK334
- 2014 EL334
- 2014 EM334
- 2014 EN334
- 2014 EO334
- 2014 EP334
- 2014 EQ334
- 2014 ER334
- 2014 ES334
- 2014 ET334
- 2014 EU334
- 2014 EV334
- 2014 EW334
- 2014 EX334
- 2014 EA335
- 2014 EB335
- 2014 EC335
- 2014 ED335
- 2014 EE335
- 2014 EF335
- 2014 EG335
- 2014 EJ335
- 2014 EK335
- 2014 EM335
- 2014 EN335
- 2014 EO335
- 2014 EP335
- 2014 ES335
- 2014 ET335
- 2014 EU335
- 2014 EV335
- 2014 EX335
- 2014 EY335
- 2014 EZ335
- 2014 EA336
- 2014 EB336
- 2014 EC336
- 2014 EE336
- 2014 EG336
- 2014 EH336
- 2014 EJ336
- 2014 EK336
- 2014 EL336
- 2014 EM336
- 2014 EN336
- 2014 EO336
- 2014 EP336
- 2014 EQ336
- 2014 ER336
- 2014 ES336
- 2014 ET336
- 2014 EU336
- 2014 EV336
- 2014 EY336
- 2014 EZ336
- 2014 EA337
- 2014 EB337
- 2014 EC337
- 2014 ED337
- 2014 EG337
- 2014 EH337
- 2014 EJ337
- 2014 EK337
- 2014 EL337
- 2014 EN337
- 2014 EO337
- 2014 EP337
- 2014 EQ337
- 2014 ES337
- 2014 ET337
- 2014 EU337
- 2014 EV337
- 2014 EW337
- 2014 EX337
- 2014 EY337
- 2014 EZ337
- 2014 EA338
- 2014 EB338
- 2014 EC338
- 2014 ED338
- 2014 EF338
- 2014 EG338
- 2014 EH338
- 2014 EJ338
- 2014 EK338
- 2014 EL338
- 2014 EM338
- 2014 EN338
- 2014 EO338
- 2014 EP338
- 2014 ER338
- 2014 ES338
- 2014 ET338
- 2014 EU338
- 2014 EV338
- 2014 EW338
- 2014 EX338
- 2014 EY338
- 2014 EZ338
- 2014 EA339
- 2014 EB339
- 2014 EC339
- 2014 ED339
- 2014 EE339
- 2014 EF339
- 2014 EG339
- 2014 EJ339
- 2014 EK339
- 2014 EL339
- 2014 EM339
- 2014 EO339
- 2014 EP339
- 2014 EQ339
- 2014 ER339
- 2014 ES339
- 2014 EU339
- 2014 EV339
- 2014 EW339
- 2014 EX339
- 2014 EY339
- 2014 EZ339
- 2014 EA340
- 2014 EC340
- 2014 ED340
- 2014 EE340
- 2014 EF340
- 2014 EG340
- 2014 EH340
- 2014 EJ340
- 2014 EK340
- 2014 EL340
- 2014 EM340
- 2014 EN340
- 2014 EO340
- 2014 EP340
- 2014 EQ340
- 2014 ER340
- 2014 ES340
- 2014 ET340
- 2014 EU340
- 2014 EV340
- 2014 EW340
- 2014 EX340
- 2014 EY340
- 2014 EZ340
- 2014 EA341
- 2014 EB341
- 2014 EC341
- 2014 ED341
- 2014 EE341
- 2014 EF341
- 2014 EG341
- 2014 EH341
- 2014 EJ341
- 2014 EK341
- 2014 EL341
- 2014 EM341
- 2014 EN341
- 2014 EO341
- 2014 EP341
- 2014 EQ341
- 2014 ER341
- 2014 ET341
- 2014 EU341
- 2014 EV341
- 2014 EW341
- 2014 EX341
- 2014 EY341
- 2014 EZ341
- 2014 EA342
- 2014 EB342
- 2014 EC342
- 2014 ED342
- 2014 EE342
- 2014 EF342
- 2014 EG342
- 2014 EH342
- 2014 EJ342
- 2014 EK342
- 2014 EL342
- 2014 EM342
- 2014 EN342
- 2014 EO342
- 2014 EP342
- 2014 EQ342
- 2014 ER342
- 2014 ES342
- 2014 ET342
- 2014 EU342
- 2014 EV342
- 2014 EW342
- 2014 EX342
- 2014 EY342
- 2014 EZ342
- 2014 EA343
- 2014 EB343
- 2014 EC343
- 2014 ED343
- 2014 EE343
- 2014 EF343
- 2014 EG343
- 2014 EH343
- 2014 EK343
- 2014 EL343
- 2014 EM343
- 2014 EN343
- 2014 EO343
- 2014 EP343
- 2014 EQ343
- 2014 ER343
- 2014 ES343
- 2014 ET343
- 2014 EU343
- 2014 EV343
- 2014 EW343
- 2014 EX343
- 2014 EY343
- 2014 EZ343
- 2014 EA344
- 2014 EB344
- 2014 EC344
- 2014 ED344
- 2014 EE344
- 2014 EF344
- 2014 EG344
- 2014 EH344
- 2014 EJ344
- 2014 EK344
- 2014 EM344
- 2014 EN344
- 2014 EO344
- 2014 EP344
- 2014 EQ344
- 2014 ER344
- 2014 ES344
- 2014 ET344
- 2014 EU344
- 2014 EV344
- 2014 EW344
- 2014 EX344
- 2014 EY344
- 2014 EZ344
- 2014 EA345
- 2014 EB345
- 2014 EC345
- 2014 ED345
- 2014 EE345
- 2014 EF345
- 2014 EG345
- 2014 EH345
- 2014 EJ345
- 2014 EK345
- 2014 EL345
- 2014 EM345
- 2014 EN345
- 2014 EO345
- 2014 EP345
- 2014 EQ345
- 2014 ER345
- 2014 ES345
- 2014 ET345
- 2014 EU345
- 2014 EW345
- 2014 EX345
- 2014 EY345
- 2014 EZ345
- 2014 EA346
- 2014 EB346
- 2014 EC346
- 2014 ED346
- 2014 EE346
- 2014 EF346
- 2014 EG346
- 2014 EH346
- 2014 EJ346
- 2014 EK346
- 2014 EL346
- 2014 EM346
- 2014 EN346
- 2014 EO346
- 2014 EP346
- 2014 EQ346
- 2014 ER346
- 2014 ES346
- 2014 ET346
- 2014 EU346
- 2014 EV346
- 2014 EW346
- 2014 EX346
- 2014 EY346
- 2014 EZ346
- 2014 EA347
- 2014 EB347
- 2014 EC347
- 2014 ED347
- 2014 EE347
- 2014 EF347
- 2014 EG347
- 2014 EJ347
- 2014 EK347
- 2014 EL347
- 2014 EM347
- 2014 EN347
- 2014 EO347
- 2014 EP347
- 2014 EQ347
- 2014 ER347
- 2014 ET347
- 2014 EU347
- 2014 EW347
- 2014 EX347
- 2014 EY347
- 2014 EZ347
- 2014 EA348
- 2014 EB348
- 2014 EC348
- 2014 ED348
- 2014 EE348
- 2014 EF348
- 2014 EG348
- 2014 EH348
- 2014 EJ348
- 2014 EK348
- 2014 EL348
- 2014 EM348
- 2014 EN348
- 2014 EO348
- 2014 EP348
- 2014 EQ348
- 2014 ER348
- 2014 ES348
- 2014 ET348
- 2014 EU348
- 2014 EV348
- 2014 EW348
- 2014 EX348
- 2014 EY348
- 2014 EZ348
- 2014 EA349
- 2014 EB349
- 2014 EC349
- 2014 ED349
- 2014 EE349
- 2014 EF349
- 2014 EG349
- 2014 EH349
- 2014 EJ349
- 2014 EK349
- 2014 EL349
- 2014 EM349
- 2014 EN349
- 2014 EO349
- 2014 EP349
- 2014 EQ349
- 2014 ER349
- 2014 ES349
- 2014 ET349
- 2014 EU349
- 2014 EV349
- 2014 EW349
- 2014 EX349
- 2014 EY349
- 2014 EZ349
- 2014 EA350
- 2014 EB350
- 2014 EC350
- 2014 ED350
- 2014 EE350
- 2014 EF350
- 2014 EG350
- 2014 EH350
- 2014 EJ350
- 2014 EK350
- 2014 EL350
- 2014 EM350
- 2014 EN350
- 2014 EO350

### Du 16 au 31 mars 2014
- 2014 FA
- 2014 FD
- 2014 FE
- 2014 FF
- 2014 FG
- 2014 FH
- 2014 FO
- 2014 FP
- 2014 FR
- 2014 FV
- 2014 FX
- 2014 FY
- 2014 FZ
- 2014 FG1
- 2014 FJ1
- 2014 FX1
- 2014 FF2
- 2014 FJ2
- 2014 FJ3
- 2014 FK3
- 2014 FL3
- 2014 FO3
- 2014 FW3
- 2014 FB4
- 2014 FE4
- 2014 FS4
- 2014 FY4
- 2014 FB5
- 2014 FD5
- 2014 FF5
- 2014 FL5
- 2014 FF6
- 2014 FG6
- 2014 FM6
- 2014 FP6
- 2014 FQ6
- 2014 FR6
- 2014 FT6
- 2014 FX6
- 2014 FY6
- 2014 FZ6
- 2014 FA7
- 2014 FB7
- 2014 FD7
- 2014 FF7
- 2014 FJ7
- 2014 FP7
- 2014 FQ7
- 2014 FR7
- 2014 FT7
- 2014 FD8
- 2014 FJ8
- 2014 FR8
- 2014 FX8
- 2014 FH9
- 2014 FM9
- 2014 FN9
- 2014 FF10
- 2014 FR10
- 2014 FS10
- 2014 FT10
- 2014 FY10
- 2014 FA11
- 2014 FD11
- 2014 FT11
- 2014 FD12
- 2014 FH12
- 2014 FN12
- 2014 FU12
- 2014 FD13
- 2014 FG13
- 2014 FJ13
- 2014 FN13
- 2014 FX13
- 2014 FP14
- 2014 FR14
- 2014 FV15
- 2014 FZ15
- 2014 FG16
- 2014 FH16
- 2014 FK16
- 2014 FO16
- 2014 FS16
- 2014 FK17
- 2014 FO17
- 2014 FR17
- 2014 FT17
- 2014 FW17
- 2014 FC18
- 2014 FO18
- 2014 FS19
- 2014 FE21
- 2014 FH21
- 2014 FL21
- 2014 FO21
- 2014 FX21
- 2014 FB22
- 2014 FD22
- 2014 FF22
- 2014 FH22
- 2014 FK22
- 2014 FP22
- 2014 FR22
- 2014 FU22
- 2014 FY22
- 2014 FE23
- 2014 FM23
- 2014 FO23
- 2014 FW23
- 2014 FZ24
- 2014 FO25
- 2014 FR25
- 2014 FX25
- 2014 FD26
- 2014 FG26
- 2014 FK26
- 2014 FL26
- 2014 FO26
- 2014 FE27
- 2014 FG27
- 2014 FN27
- 2014 FV27
- 2014 FZ27
- 2014 FA28
- 2014 FL28
- 2014 FQ28
- 2014 FU28
- 2014 FA29
- 2014 FB29
- 2014 FK29
- 2014 FS29
- 2014 FX29
- 2014 FZ29
- 2014 FD30
- 2014 FG30
- 2014 FO30
- 2014 FP30
- 2014 FU30
- 2014 FZ30
- 2014 FC31
- 2014 FK31
- 2014 FO31
- 2014 FP31
- 2014 FQ31
- 2014 FU31
- 2014 FV31
- 2014 FW31
- 2014 FZ31
- 2014 FC32
- 2014 FD32
- 2014 FG32
- 2014 FK32
- 2014 FS32
- 2014 FT32
- 2014 FU32
- 2014 FV32
- 2014 FW32
- 2014 FX32
- 2014 FY32
- 2014 FZ32
- 2014 FA33
- 2014 FC33
- 2014 FF33
- 2014 FG33
- 2014 FH33
- 2014 FJ33
- 2014 FL33
- 2014 FM33
- 2014 FN33
- 2014 FP33
- 2014 FQ33
- 2014 FR33
- 2014 FS33
- 2014 FU33
- 2014 FW33
- 2014 FX33
- 2014 FY33
- 2014 FA34
- 2014 FB34
- 2014 FD34
- 2014 FJ34
- 2014 FO35
- 2014 FP36
- 2014 FT36
- 2014 FW36
- 2014 FP37
- 2014 FQ37
- 2014 FR37
- 2014 FS37
- 2014 FT37
- 2014 FW37
- 2014 FX37
- 2014 FZ37
- 2014 FB38
- 2014 FC38
- 2014 FE38
- 2014 FJ38
- 2014 FK38
- 2014 FL38
- 2014 FM38
- 2014 FN38
- 2014 FO38
- 2014 FP38
- 2014 FQ38
- 2014 FT38
- 2014 FU38
- 2014 FW38
- 2014 FR39
- 2014 FS39
- 2014 FW39
- 2014 FT40
- 2014 FV40
- 2014 FB41
- 2014 FC41
- 2014 FV41
- 2014 FX41
- 2014 FD42
- 2014 FE42
- 2014 FM42
- 2014 FO42
- 2014 FU42
- 2014 FX42
- 2014 FB43
- 2014 FF43
- 2014 FH43
- 2014 FP43
- 2014 FQ43
- 2014 FY43
- 2014 FZ43
- 2014 FA44
- 2014 FB44
- 2014 FC44
- 2014 FH44
- 2014 FM44
- 2014 FR44
- 2014 FW44
- 2014 FX44
- 2014 FJ45
- 2014 FK45
- 2014 FT45
- 2014 FB46
- 2014 FF46
- 2014 FH46
- 2014 FK46
- 2014 FY46
- 2014 FA47
- 2014 FN47
- 2014 FO47
- 2014 FR47
- 2014 FQ48
- 2014 FZ49
- 2014 FC50
- 2014 FL50
- 2014 FO50
- 2014 FU50
- 2014 FE51
- 2014 FF52
- 2014 FH52
- 2014 FQ52
- 2014 FR52
- 2014 FS52
- 2014 FU52
- 2014 FX52
- 2014 FH53
- 2014 FJ53
- 2014 FM53
- 2014 FT53
- 2014 FH54
- 2014 FV54
- 2014 FY54
- 2014 FB55
- 2014 FE55
- 2014 FF56
- 2014 FX56
- 2014 FY56
- 2014 FH57
- 2014 FW57
- 2014 FX57
- 2014 FY57
- 2014 FB58
- 2014 FE58
- 2014 FF58
- 2014 FG58
- 2014 FJ58
- 2014 FK58
- 2014 FL58
- 2014 FM58
- 2014 FN58
- 2014 FO58
- 2014 FQ58
- 2014 FR58
- 2014 FT58
- 2014 FU58
- 2014 FV58
- 2014 FX58
- 2014 FY58
- 2014 FZ58
- 2014 FA59
- 2014 FB59
- 2014 FC59
- 2014 FD59
- 2014 FF59
- 2014 FG59
- 2014 FH59
- 2014 FJ59
- 2014 FK59
- 2014 FL59
- 2014 FM59
- 2014 FN59
- 2014 FP59
- 2014 FR59
- 2014 FT59
- 2014 FU59
- 2014 FW59
- 2014 FX59
- 2014 FY59
- 2014 FZ59
- 2014 FA60
- 2014 FC60
- 2014 FE60
- 2014 FF60
- 2014 FG60
- 2014 FH60
- 2014 FJ60
- 2014 FK60
- 2014 FM60
- 2014 FN60
- 2014 FO60
- 2014 FP60
- 2014 FQ60
- 2014 FR60
- 2014 FT60
- 2014 FU60
- 2014 FV60
- 2014 FX60
- 2014 FY60
- 2014 FA61
- 2014 FC61
- 2014 FD61
- 2014 FF61
- 2014 FH61
- 2014 FJ61
- 2014 FL61
- 2014 FM61
- 2014 FN61
- 2014 FO61
- 2014 FP61
- 2014 FQ61
- 2014 FR61
- 2014 FS61
- 2014 FT61
- 2014 FU61
- 2014 FX61
- 2014 FB62
- 2014 FC62
- 2014 FM63
- 2014 FK65
- 2014 FA66
- 2014 FW66
- 2014 FB68
- 2014 FJ68
- 2014 FC69
- 2014 FO69
- 2014 FT69
- 2014 FD70
- 2014 FL70
- 2014 FV71
- 2014 FX71
- 2014 FZ71
- 2014 FA72
- 2014 FE72
- 2014 FF72
- 2014 FG72
- 2014 FH72
- 2014 FJ72
- 2014 FK72
- 2014 FL72
- 2014 FM72
- 2014 FV72
- 2014 FW72
- 2014 FX72
- 2014 FY72
- 2014 FQ73
- 2014 FV73
- 2014 FJ74
- 2014 FQ74
- 2014 FW74
- 2014 FC76
- 2014 FL76
- 2014 FM76
- 2014 FL77
- 2014 FM77
- 2014 FN77
- 2014 FO77
- 2014 FR77
- 2014 FT77
- 2014 FX77
- 2014 FY77
- 2014 FZ77
- 2014 FA78
- 2014 FC78
- 2014 FD78
- 2014 FE78
- 2014 FF78
- 2014 FG78
- 2014 FH78
- 2014 FJ78
- 2014 FK78
- 2014 FL78
- 2014 FN78
- 2014 FO78
- 2014 FP78
- 2014 FR78
- 2014 FS78
- 2014 FT78
- 2014 FU78
- 2014 FV78
- 2014 FX78
- 2014 FY78
- 2014 FD79
- 2014 FG79
- 2014 FL79
- 2014 FR79
- 2014 FS79
- 2014 FU79
- 2014 FV79
- 2014 FW79
- 2014 FX79
- 2014 FY79
- 2014 FZ79
- 2014 FA80
- 2014 FC80
- 2014 FD80
- 2014 FE80
- 2014 FF80
- 2014 FH80
- 2014 FJ80
- 2014 FK80
- 2014 FM80
- 2014 FN80
- 2014 FO80
- 2014 FP80
- 2014 FR80
- 2014 FS80
- 2014 FU80
- 2014 FX80
- 2014 FY80
- 2014 FA81
- 2014 FB81
- 2014 FC81
- 2014 FF81
- 2014 FG81
- 2014 FJ81
- 2014 FM81
- 2014 FP81
- 2014 FQ81
- 2014 FR81
- 2014 FS81
- 2014 FV81
- 2014 FW81
- 2014 FX81
- 2014 FJ82
- 2014 FK82
- 2014 FO82
- 2014 FT82
- 2014 FU82
- 2014 FW82
- 2014 FX82
- 2014 FY82
- 2014 FE83
- 2014 FH83
- 2014 FL83
- 2014 FQ83
- 2014 FR83
- 2014 FT83
- 2014 FV83
- 2014 FX83
- 2014 FZ83
- 2014 FE84
- 2014 FG84
- 2014 FJ84
- 2014 FK84
- 2014 FS84
- 2014 FT84
- 2014 FU84
- 2014 FV84
- 2014 FZ84
- 2014 FA85
- 2014 FG85
- 2014 FK85
- 2014 FP85
- 2014 FQ85
- 2014 FU85
- 2014 FV85
- 2014 FW85
- 2014 FX85
- 2014 FY85
- 2014 FA86
- 2014 FE86
- 2014 FF86
- 2014 FJ86
- 2014 FK86
- 2014 FL86
- 2014 FN86
- 2014 FP86
- 2014 FQ86
- 2014 FS86
- 2014 FT86
- 2014 FW86
- 2014 FY86
- 2014 FZ86
- 2014 FA87
- 2014 FC87
- 2014 FD87
- 2014 FH87
- 2014 FJ87
- 2014 FO87
- 2014 FP87
- 2014 FS87
- 2014 FT87
- 2014 FW87
- 2014 FX87
- 2014 FZ87
- 2014 FG88
- 2014 FH88
- 2014 FK88
- 2014 FL88
- 2014 FM88
- 2014 FQ88
- 2014 FT88
- 2014 FU88
- 2014 FV88
- 2014 FW88
- 2014 FZ88
- 2014 FA89
- 2014 FC89
- 2014 FD89
- 2014 FE89
- 2014 FF89
- 2014 FG89
- 2014 FH89
- 2014 FJ89
- 2014 FK89
- 2014 FL89
- 2014 FM89
- 2014 FP89
- 2014 FQ89
- 2014 FR89
- 2014 FS89
- 2014 FU89
- 2014 FV89
- 2014 FW89
- 2014 FX89
- 2014 FY89
- 2014 FZ89
- 2014 FC90
- 2014 FD90
- 2014 FH90
- 2014 FJ90
- 2014 FK90
- 2014 FN90
- 2014 FO90
- 2014 FP90
- 2014 FQ90
- 2014 FR90
- 2014 FS90
- 2014 FV90
- 2014 FW90
- 2014 FX90
- 2014 FY90
- 2014 FZ90
- 2014 FB91
- 2014 FC91
- 2014 FD91
- 2014 FE91
- 2014 FF91
- 2014 FG91
- 2014 FH91
- 2014 FJ91
- 2014 FK91
- 2014 FL91
- 2014 FM91
- 2014 FN91
- 2014 FO91
- 2014 FP91
- 2014 FQ91
- 2014 FR91
- 2014 FS91
- 2014 FT91
- 2014 FU91
- 2014 FV91
- 2014 FW91
- 2014 FX91
- 2014 FY91
- 2014 FZ91
- 2014 FB92
- 2014 FE92
- 2014 FF92
- 2014 FG92
- 2014 FH92
- 2014 FJ92
- 2014 FL92
- 2014 FN92
- 2014 FP92
- 2014 FQ92
- 2014 FR92
- 2014 FS92
- 2014 FT92
- 2014 FU92
- 2014 FV92
- 2014 FW92
- 2014 FX92
- 2014 FY92
- 2014 FZ92
- 2014 FA93
- 2014 FC93
- 2014 FD93
- 2014 FE93
- 2014 FG93
- 2014 FH93
- 2014 FJ93
- 2014 FK93
- 2014 FL93
- 2014 FM93
- 2014 FN93
- 2014 FO93
- 2014 FP93
- 2014 FQ93
- 2014 FR93
- 2014 FS93
- 2014 FT93
- 2014 FW93
- 2014 FX93
- 2014 FY93
- 2014 FZ93
- 2014 FB94
- 2014 FC94
- 2014 FD94
- 2014 FE94
- 2014 FF94
- 2014 FH94
- 2014 FJ94
- 2014 FK94
- 2014 FL94
- 2014 FM94
- 2014 FO94
- 2014 FQ94
- 2014 FU94
- 2014 FV94
- 2014 FZ94
- 2014 FA95
- 2014 FB95
- 2014 FD95
- 2014 FE95
- 2014 FF95
- 2014 FG95
- 2014 FH95
- 2014 FJ95
- 2014 FK95
- 2014 FL95
- 2014 FM95
- 2014 FN95
- 2014 FO95
- 2014 FP95
- 2014 FQ95
- 2014 FR95
- 2014 FS95
- 2014 FT95
- 2014 FU95
- 2014 FV95
- 2014 FW95
- 2014 FX95
- 2014 FY95
- 2014 FZ95
- 2014 FA96
- 2014 FC96
- 2014 FD96
- 2014 FE96
- 2014 FF96
- 2014 FG96
- 2014 FH96
- 2014 FJ96
- 2014 FK96
- 2014 FL96
- 2014 FM96
- 2014 FN96
- 2014 FO96
- 2014 FR96
- 2014 FS96
- 2014 FU96
- 2014 FV96
- 2014 FX96
- 2014 FY96
- 2014 FZ96
- 2014 FA97
- 2014 FB97
- 2014 FC97
- 2014 FD97
- 2014 FE97
- 2014 FF97
- 2014 FH97
- 2014 FJ97
- 2014 FK97
- 2014 FL97
- 2014 FM97
- 2014 FN97
- 2014 FO97
- 2014 FP97
- 2014 FQ97